# Liste des planètes mineures non numérotées découvertes entre le 16 et le 31 janvier 2015
Pour un article plus général, voir Liste des planètes mineures non numérotées découvertes en 2015.
Pour un article plus général, voir Liste des planètes mineures.
Cet article dresse la liste des planètes mineures (astéroïdes, centaures, objets transneptuniens et assimilés) non numérotées découvertes en janvier 2015 dans l'ordre de leur découverte.
Au 15 janvier 2025, 661 077 des 1 434 993 planètes mineures répertoriées par le Centre des planètes mineures ne sont pas encore numérotées, soit 46,07 %.

## Rappel concernant la désignation provisoire
La désignation provisoire indique l'ordre de découverte de ces objets. En effet, cette désignation est composée de l'année de découverte (par exemple 2015) suivie de la quinzaine (demi-mois) de découverte (p.e. A = 1-15 janvier) puis de l'ordre de découverte dans cette quinzaine. Cet ordre est indiqué par une lettre et éventuellement un chiffre comme suit : A pour la première découverte, B pour la deuxième, ..., Z pour la 25e (le I n'est pas utilisé pour éviter la confusion avec 1), A1 pour la 26e, B1 pour la 27e, etc. , Z1 pour la 50e, A2 pour la 51e, B2 pour la 52e, etc. L'ordre de la numérotation ne suit donc pas l'ordre alphanumérique. 2015 AA1 suit ainsi 2015 AZ et précède 2015 AB1.

## Liste du 16 au 31 janvier 2015
- 2015 BB
- 2015 BC
- 2015 BD
- 2015 BE
- 2015 BF
- 2015 BG
- 2015 BH
- 2015 BJ
- 2015 BK
- 2015 BL
- 2015 BM
- 2015 BN
- 2015 BP
- 2015 BQ
- 2015 BA1
- 2015 BO1
- 2015 BR1
- 2015 BT1
- 2015 BY1
- 2015 BZ1
- 2015 BC2
- 2015 BJ2
- 2015 BK2
- 2015 BN2
- 2015 BR2
- 2015 BT2
- 2015 BY2
- 2015 BZ2
- 2015 BC3
- 2015 BL3
- 2015 BN3
- 2015 BQ3
- 2015 BR3
- 2015 BU3
- 2015 BV3
- 2015 BW3
- 2015 BX3
- 2015 BY3
- 2015 BZ3
- 2015 BA4
- 2015 BB4
- 2015 BC4
- 2015 BD4
- 2015 BE4
- 2015 BG4
- 2015 BK4
- 2015 BM4
- 2015 BN4
- 2015 BO4
- 2015 BP4
- 2015 BQ4
- 2015 BR4
- 2015 BS4
- 2015 BT4
- 2015 BU4
- 2015 BV4
- 2015 BO5
- 2015 BU5
- 2015 BA6
- 2015 BA7
- 2015 BB7
- 2015 BC7
- 2015 BG7
- 2015 BL7
- 2015 BN7
- 2015 BU7
- 2015 BW7
- 2015 BX7
- 2015 BB8
- 2015 BD8
- 2015 BG8
- 2015 BJ8
- 2015 BO8
- 2015 BA9
- 2015 BB9
- 2015 BH9
- 2015 BJ9
- 2015 BK9
- 2015 BN9
- 2015 BP9
- 2015 BE10
- 2015 BR10
- 2015 BV10
- 2015 BZ10
- 2015 BW11
- 2015 BB12
- 2015 BG12
- 2015 BK12
- 2015 BL12
- 2015 BP12
- 2015 BW12
- 2015 BZ12
- 2015 BB13
- 2015 BL13
- 2015 BN13
- 2015 BO13
- 2015 BP13
- 2015 BS13
- 2015 BU13
- 2015 BV13
- 2015 BW13
- 2015 BZ13
- 2015 BA14
- 2015 BC14
- 2015 BH14
- 2015 BJ14
- 2015 BL14
- 2015 BT14
- 2015 BV14
- 2015 BX14
- 2015 BB15
- 2015 BJ15
- 2015 BM15
- 2015 BP15
- 2015 BS15
- 2015 BF16
- 2015 BG16
- 2015 BT16
- 2015 BC17
- 2015 BE17
- 2015 BJ17
- 2015 BS17
- 2015 BA18
- 2015 BE18
- 2015 BG18
- 2015 BH18
- 2015 BJ18
- 2015 BQ18
- 2015 BW18
- 2015 BZ18
- 2015 BB19
- 2015 BH19
- 2015 BW19
- 2015 BS20
- 2015 BV20
- 2015 BF21
- 2015 BA22
- 2015 BC22
- 2015 BE22
- 2015 BL22
- 2015 BV22
- 2015 BQ23
- 2015 BR23
- 2015 BA24
- 2015 BD24
- 2015 BW24
- 2015 BF25
- 2015 BR25
- 2015 BK27
- 2015 BO27
- 2015 BZ27
- 2015 BD28
- 2015 BE28
- 2015 BP28
- 2015 BX28
- 2015 BY28
- 2015 BC29
- 2015 BE29
- 2015 BJ29
- 2015 BP29
- 2015 BS29
- 2015 BX29
- 2015 BA30
- 2015 BK30
- 2015 BO30
- 2015 BK31
- 2015 BN31
- 2015 BQ31
- 2015 BU31
- 2015 BV31
- 2015 BD32
- 2015 BE32
- 2015 BF32
- 2015 BH32
- 2015 BJ32
- 2015 BK32
- 2015 BL32
- 2015 BM32
- 2015 BQ32
- 2015 BT32
- 2015 BU32
- 2015 BV32
- 2015 BW32
- 2015 BB33
- 2015 BC33
- 2015 BF33
- 2015 BQ33
- 2015 BR33
- 2015 BU33
- 2015 BZ33
- 2015 BA34
- 2015 BB34
- 2015 BD34
- 2015 BE34
- 2015 BH34
- 2015 BU34
- 2015 BC35
- 2015 BD35
- 2015 BH35
- 2015 BP35
- 2015 BY35
- 2015 BH36
- 2015 BK36
- 2015 BO37
- 2015 BQ37
- 2015 BT37
- 2015 BV37
- 2015 BW37
- 2015 BE38
- 2015 BL38
- 2015 BO38
- 2015 BT38
- 2015 BY38
- 2015 BZ38
- 2015 BA39
- 2015 BF39
- 2015 BH39
- 2015 BL39
- 2015 BM39
- 2015 BS39
- 2015 BT39
- 2015 BW39
- 2015 BZ39
- 2015 BA40
- 2015 BF40
- 2015 BH40
- 2015 BR40
- 2015 BS40
- 2015 BT40
- 2015 BU40
- 2015 BV40
- 2015 BB41
- 2015 BC41
- 2015 BH41
- 2015 BN41
- 2015 BA42
- 2015 BB42
- 2015 BE42
- 2015 BF42
- 2015 BL42
- 2015 BR42
- 2015 BU42
- 2015 BW42
- 2015 BC43
- 2015 BD43
- 2015 BG43
- 2015 BH43
- 2015 BM43
- 2015 BR43
- 2015 BS43
- 2015 BX43
- 2015 BK44
- 2015 BT44
- 2015 BX44
- 2015 BD45
- 2015 BK45
- 2015 BL45
- 2015 BN45
- 2015 BD46
- 2015 BG46
- 2015 BM46
- 2015 BN46
- 2015 BV46
- 2015 BY46
- 2015 BC47
- 2015 BE47
- 2015 BN47
- 2015 BP47
- 2015 BC48
- 2015 BQ48
- 2015 BR48
- 2015 BV48
- 2015 BX48
- 2015 BY48
- 2015 BD49
- 2015 BH49
- 2015 BS49
- 2015 BU49
- 2015 BD50
- 2015 BF50
- 2015 BM50
- 2015 BP50
- 2015 BQ50
- 2015 BS50
- 2015 BT50
- 2015 BK51
- 2015 BM51
- 2015 BO51
- 2015 BR51
- 2015 BX51
- 2015 BB52
- 2015 BF52
- 2015 BJ52
- 2015 BK52
- 2015 BQ52
- 2015 BS52
- 2015 BT52
- 2015 BD53
- 2015 BE53
- 2015 BP53
- 2015 BD54
- 2015 BH54
- 2015 BK54
- 2015 BO54
- 2015 BU54
- 2015 BV54
- 2015 BW54
- 2015 BC55
- 2015 BE55
- 2015 BF55
- 2015 BH55
- 2015 BK55
- 2015 BN55
- 2015 BQ55
- 2015 BT55
- 2015 BV55
- 2015 BC56
- 2015 BD56
- 2015 BE56
- 2015 BF56
- 2015 BP56
- 2015 BQ56
- 2015 BT56
- 2015 BU56
- 2015 BB57
- 2015 BD57
- 2015 BF57
- 2015 BH57
- 2015 BM57
- 2015 BO57
- 2015 BM58
- 2015 BV58
- 2015 BB59
- 2015 BF59
- 2015 BL59
- 2015 BY59
- 2015 BG60
- 2015 BP60
- 2015 BZ60
- 2015 BA61
- 2015 BJ61
- 2015 BU61
- 2015 BV61
- 2015 BZ61
- 2015 BQ62
- 2015 BS62
- 2015 BT62
- 2015 BU62
- 2015 BZ62
- 2015 BB63
- 2015 BF63
- 2015 BM63
- 2015 BO63
- 2015 BF64
- 2015 BS64
- 2015 BM65
- 2015 BR65
- 2015 BP66
- 2015 BZ66
- 2015 BA67
- 2015 BC67
- 2015 BD67
- 2015 BE67
- 2015 BP67
- 2015 BQ67
- 2015 BS67
- 2015 BE68
- 2015 BH68
- 2015 BQ68
- 2015 BT68
- 2015 BU68
- 2015 BV68
- 2015 BX68
- 2015 BY68
- 2015 BZ68
- 2015 BE69
- 2015 BF69
- 2015 BM69
- 2015 BN69
- 2015 BU69
- 2015 BA70
- 2015 BB70
- 2015 BF70
- 2015 BH70
- 2015 BL70
- 2015 BM70
- 2015 BP70
- 2015 BR70
- 2015 BS70
- 2015 BU70
- 2015 BV70
- 2015 BZ70
- 2015 BD71
- 2015 BG71
- 2015 BP71
- 2015 BQ71
- 2015 BS71
- 2015 BK72
- 2015 BU72
- 2015 BW72
- 2015 BF73
- 2015 BM73
- 2015 BP73
- 2015 BC74
- 2015 BF74
- 2015 BJ74
- 2015 BL74
- 2015 BM74
- 2015 BN74
- 2015 BP74
- 2015 BR74
- 2015 BB75
- 2015 BF75
- 2015 BL75
- 2015 BR75
- 2015 BT75
- 2015 BV75
- 2015 BW75
- 2015 BK76
- 2015 BO76
- 2015 BQ76
- 2015 BW76
- 2015 BY76
- 2015 BE77
- 2015 BH77
- 2015 BL77
- 2015 BS77
- 2015 BX77
- 2015 BJ78
- 2015 BM78
- 2015 BP78
- 2015 BS78
- 2015 BU78
- 2015 BW78
- 2015 BZ78
- 2015 BA79
- 2015 BG79
- 2015 BH79
- 2015 BK79
- 2015 BL79
- 2015 BO79
- 2015 BP79
- 2015 BR79
- 2015 BS79
- 2015 BU79
- 2015 BW79
- 2015 BX79
- 2015 BY79
- 2015 BZ79
- 2015 BB80
- 2015 BC80
- 2015 BJ80
- 2015 BS80
- 2015 BU80
- 2015 BV80
- 2015 BX80
- 2015 BB81
- 2015 BD81
- 2015 BG81
- 2015 BH81
- 2015 BM81
- 2015 BN81
- 2015 BS81
- 2015 BY81
- 2015 BZ81
- 2015 BA82
- 2015 BL82
- 2015 BM82
- 2015 BN82
- 2015 BO82
- 2015 BT82
- 2015 BX82
- 2015 BB83
- 2015 BF83
- 2015 BL83
- 2015 BM83
- 2015 BO83
- 2015 BV83
- 2015 BX83
- 2015 BY83
- 2015 BB84
- 2015 BF84
- 2015 BG84
- 2015 BJ84
- 2015 BL84
- 2015 BM84
- 2015 BN84
- 2015 BO84
- 2015 BP84
- 2015 BT84
- 2015 BV84
- 2015 BX84
- 2015 BA85
- 2015 BB85
- 2015 BJ85
- 2015 BL85
- 2015 BO85
- 2015 BP85
- 2015 BQ85
- 2015 BW85
- 2015 BE86
- 2015 BH86
- 2015 BK86
- 2015 BX86
- 2015 BK87
- 2015 BR87
- 2015 BS87
- 2015 BO88
- 2015 BZ89
- 2015 BK90
- 2015 BO90
- 2015 BR90
- 2015 BE91
- 2015 BH91
- 2015 BQ91
- 2015 BU91
- 2015 BV91
- 2015 BB92
- 2015 BC92
- 2015 BD92
- 2015 BE92
- 2015 BF92
- 2015 BG92
- 2015 BH92
- 2015 BJ92
- 2015 BK92
- 2015 BL92
- 2015 BM92
- 2015 BO92
- 2015 BP92
- 2015 BU92
- 2015 BW92
- 2015 BX92
- 2015 BZ92
- 2015 BA93
- 2015 BD93
- 2015 BG93
- 2015 BH93
- 2015 BL93
- 2015 BQ93
- 2015 BB94
- 2015 BC94
- 2015 BO94
- 2015 BQ94
- 2015 BT94
- 2015 BA95
- 2015 BC95
- 2015 BE95
- 2015 BG95
- 2015 BK95
- 2015 BL95
- 2015 BO95
- 2015 BS95
- 2015 BW95
- 2015 BY95
- 2015 BD96
- 2015 BF96
- 2015 BH96
- 2015 BK96
- 2015 BO96
- 2015 BP96
- 2015 BU96
- 2015 BD97
- 2015 BG97
- 2015 BJ97
- 2015 BL97
- 2015 BN97
- 2015 BP97
- 2015 BT97
- 2015 BV97
- 2015 BW97
- 2015 BX97
- 2015 BM98
- 2015 BN98
- 2015 BO98
- 2015 BT98
- 2015 BK99
- 2015 BR99
- 2015 BV99
- 2015 BG100
- 2015 BK100
- 2015 BM100
- 2015 BS100
- 2015 BH101
- 2015 BM101
- 2015 BN101
- 2015 BB102
- 2015 BC102
- 2015 BH102
- 2015 BM102
- 2015 BR102
- 2015 BW102
- 2015 BA103
- 2015 BD103
- 2015 BH103
- 2015 BK103
- 2015 BO103
- 2015 BQ103
- 2015 BS103
- 2015 BZ103
- 2015 BC104
- 2015 BD104
- 2015 BJ104
- 2015 BQ104
- 2015 BB105
- 2015 BE105
- 2015 BF105
- 2015 BH105
- 2015 BJ105
- 2015 BN105
- 2015 BP105
- 2015 BT105
- 2015 BV105
- 2015 BX105
- 2015 BZ105
- 2015 BA106
- 2015 BC106
- 2015 BD106
- 2015 BF106
- 2015 BK106
- 2015 BM106
- 2015 BN106
- 2015 BO106
- 2015 BP106
- 2015 BQ106
- 2015 BZ107
- 2015 BB108
- 2015 BJ108
- 2015 BR108
- 2015 BS108
- 2015 BV108
- 2015 BW108
- 2015 BX108
- 2015 BY108
- 2015 BZ108
- 2015 BC109
- 2015 BE109
- 2015 BF109
- 2015 BJ109
- 2015 BK109
- 2015 BP109
- 2015 BQ109
- 2015 BR109
- 2015 BT109
- 2015 BZ109
- 2015 BC110
- 2015 BF110
- 2015 BL110
- 2015 BP110
- 2015 BQ110
- 2015 BS110
- 2015 BT110
- 2015 BY110
- 2015 BA111
- 2015 BB111
- 2015 BC111
- 2015 BE111
- 2015 BF111
- 2015 BH111
- 2015 BK111
- 2015 BQ111
- 2015 BB112
- 2015 BC112
- 2015 BD112
- 2015 BE112
- 2015 BF112
- 2015 BJ112
- 2015 BK112
- 2015 BM112
- 2015 BP112
- 2015 BQ112
- 2015 BR112
- 2015 BV112
- 2015 BY112
- 2015 BG113
- 2015 BH113
- 2015 BK113
- 2015 BL113
- 2015 BY113
- 2015 BZ113
- 2015 BE114
- 2015 BH114
- 2015 BT114
- 2015 BB115
- 2015 BE115
- 2015 BF115
- 2015 BP115
- 2015 BQ115
- 2015 BS115
- 2015 BV115
- 2015 BX115
- 2015 BZ115
- 2015 BG116
- 2015 BH116
- 2015 BP116
- 2015 BR116
- 2015 BU116
- 2015 BA117
- 2015 BG117
- 2015 BH117
- 2015 BJ117
- 2015 BT117
- 2015 BD118
- 2015 BE118
- 2015 BG118
- 2015 BP118
- 2015 BR118
- 2015 BU118
- 2015 BY118
- 2015 BA119
- 2015 BL119
- 2015 BW119
- 2015 BX119
- 2015 BY119
- 2015 BZ119
- 2015 BA120
- 2015 BB120
- 2015 BD120
- 2015 BF120
- 2015 BK120
- 2015 BL120
- 2015 BQ120
- 2015 BS120
- 2015 BU120
- 2015 BW120
- 2015 BD121
- 2015 BF121
- 2015 BH121
- 2015 BL121
- 2015 BQ121
- 2015 BU121
- 2015 BE122
- 2015 BJ122
- 2015 BK122
- 2015 BO122
- 2015 BP122
- 2015 BQ122
- 2015 BU122
- 2015 BX122
- 2015 BY122
- 2015 BC123
- 2015 BF123
- 2015 BG123
- 2015 BH123
- 2015 BJ123
- 2015 BL123
- 2015 BM123
- 2015 BV123
- 2015 BY123
- 2015 BB124
- 2015 BE124
- 2015 BP124
- 2015 BQ124
- 2015 BR124
- 2015 BT124
- 2015 BU124
- 2015 BV124
- 2015 BW124
- 2015 BX124
- 2015 BZ124
- 2015 BD125
- 2015 BF125
- 2015 BG125
- 2015 BH125
- 2015 BM125
- 2015 BQ125
- 2015 BT125
- 2015 BW125
- 2015 BX125
- 2015 BY125
- 2015 BZ125
- 2015 BA126
- 2015 BB126
- 2015 BC126
- 2015 BG126
- 2015 BH126
- 2015 BK126
- 2015 BP126
- 2015 BU126
- 2015 BX126
- 2015 BB127
- 2015 BH127
- 2015 BM127
- 2015 BN127
- 2015 BO127
- 2015 BR127
- 2015 BV127
- 2015 BE128
- 2015 BK128
- 2015 BN128
- 2015 BO128
- 2015 BP128
- 2015 BQ128
- 2015 BS128
- 2015 BT128
- 2015 BU128
- 2015 BY128
- 2015 BZ128
- 2015 BF129
- 2015 BK129
- 2015 BM129
- 2015 BO129
- 2015 BS129
- 2015 BW129
- 2015 BX129
- 2015 BY129
- 2015 BB130
- 2015 BE130
- 2015 BJ130
- 2015 BM130
- 2015 BN130
- 2015 BO130
- 2015 BZ130
- 2015 BA131
- 2015 BD131
- 2015 BE131
- 2015 BF131
- 2015 BG131
- 2015 BJ131
- 2015 BN131
- 2015 BP131
- 2015 BS131
- 2015 BT131
- 2015 BV131
- 2015 BA132
- 2015 BC132
- 2015 BD132
- 2015 BF132
- 2015 BH132
- 2015 BJ132
- 2015 BR132
- 2015 BC133
- 2015 BD133
- 2015 BE133
- 2015 BL133
- 2015 BM133
- 2015 BN133
- 2015 BP133
- 2015 BA134
- 2015 BB134
- 2015 BF134
- 2015 BM134
- 2015 BO134
- 2015 BQ134
- 2015 BR134
- 2015 BS134
- 2015 BU134
- 2015 BX134
- 2015 BB135
- 2015 BC135
- 2015 BE135
- 2015 BJ135
- 2015 BL135
- 2015 BO135
- 2015 BP135
- 2015 BS135
- 2015 BU135
- 2015 BA136
- 2015 BD136
- 2015 BE136
- 2015 BF136
- 2015 BG136
- 2015 BJ136
- 2015 BL136
- 2015 BM136
- 2015 BN136
- 2015 BP136
- 2015 BV136
- 2015 BW136
- 2015 BX136
- 2015 BB137
- 2015 BC137
- 2015 BG137
- 2015 BJ137
- 2015 BM137
- 2015 BO137
- 2015 BP137
- 2015 BQ137
- 2015 BS137
- 2015 BB138
- 2015 BC138
- 2015 BH138
- 2015 BK138
- 2015 BM138
- 2015 BS138
- 2015 BT138
- 2015 BU138
- 2015 BW138
- 2015 BY138
- 2015 BF139
- 2015 BG139
- 2015 BH139
- 2015 BJ139
- 2015 BO139
- 2015 BP139
- 2015 BQ139
- 2015 BR139
- 2015 BU139
- 2015 BV139
- 2015 BD140
- 2015 BF140
- 2015 BG140
- 2015 BH140
- 2015 BJ140
- 2015 BL140
- 2015 BR140
- 2015 BY140
- 2015 BA141
- 2015 BB141
- 2015 BC141
- 2015 BF141
- 2015 BG141
- 2015 BK141
- 2015 BQ141
- 2015 BT141
- 2015 BV141
- 2015 BC142
- 2015 BG142
- 2015 BJ142
- 2015 BO142
- 2015 BP142
- 2015 BS142
- 2015 BT142
- 2015 BV142
- 2015 BX142
- 2015 BY142
- 2015 BZ142
- 2015 BE143
- 2015 BF143
- 2015 BK143
- 2015 BP143
- 2015 BR143
- 2015 BV143
- 2015 BA144
- 2015 BC144
- 2015 BG144
- 2015 BJ144
- 2015 BO144
- 2015 BQ144
- 2015 BS144
- 2015 BT144
- 2015 BV144
- 2015 BE145
- 2015 BG145
- 2015 BK145
- 2015 BL145
- 2015 BN145
- 2015 BO145
- 2015 BP145
- 2015 BQ145
- 2015 BR145
- 2015 BT145
- 2015 BD146
- 2015 BG146
- 2015 BH146
- 2015 BV146
- 2015 BA147
- 2015 BC147
- 2015 BE147
- 2015 BH147
- 2015 BQ147
- 2015 BY147
- 2015 BE148
- 2015 BH148
- 2015 BJ148
- 2015 BM148
- 2015 BS148
- 2015 BN149
- 2015 BT149
- 2015 BJ150
- 2015 BK150
- 2015 BS150
- 2015 BX150
- 2015 BZ150
- 2015 BD151
- 2015 BF151
- 2015 BL151
- 2015 BN151
- 2015 BO151
- 2015 BP151
- 2015 BS151
- 2015 BW151
- 2015 BZ151
- 2015 BB152
- 2015 BC152
- 2015 BD152
- 2015 BF152
- 2015 BG152
- 2015 BH152
- 2015 BJ152
- 2015 BL152
- 2015 BM152
- 2015 BN152
- 2015 BO152
- 2015 BR152
- 2015 BS152
- 2015 BT152
- 2015 BU152
- 2015 BX152
- 2015 BZ152
- 2015 BB153
- 2015 BC153
- 2015 BF153
- 2015 BG153
- 2015 BL153
- 2015 BO153
- 2015 BQ153
- 2015 BW153
- 2015 BZ153
- 2015 BA154
- 2015 BB154
- 2015 BC154
- 2015 BE154
- 2015 BF154
- 2015 BJ154
- 2015 BL154
- 2015 BN154
- 2015 BP154
- 2015 BT154
- 2015 BU154
- 2015 BW154
- 2015 BX154
- 2015 BC155
- 2015 BE155
- 2015 BJ155
- 2015 BL155
- 2015 BN155
- 2015 BO155
- 2015 BP155
- 2015 BQ155
- 2015 BS155
- 2015 BT155
- 2015 BU155
- 2015 BB156
- 2015 BD156
- 2015 BE156
- 2015 BU156
- 2015 BW156
- 2015 BN157
- 2015 BO157
- 2015 BR157
- 2015 BS157
- 2015 BU157
- 2015 BZ157
- 2015 BC158
- 2015 BD158
- 2015 BG158
- 2015 BM158
- 2015 BN158
- 2015 BQ158
- 2015 BB159
- 2015 BC159
- 2015 BF159
- 2015 BG159
- 2015 BH159
- 2015 BJ159
- 2015 BK159
- 2015 BM159
- 2015 BN159
- 2015 BP159
- 2015 BS159
- 2015 BV159
- 2015 BA160
- 2015 BE160
- 2015 BG160
- 2015 BK160
- 2015 BM160
- 2015 BP160
- 2015 BQ160
- 2015 BR160
- 2015 BU160
- 2015 BW160
- 2015 BG161
- 2015 BL161
- 2015 BM161
- 2015 BP161
- 2015 BR161
- 2015 BS161
- 2015 BU161
- 2015 BW161
- 2015 BY161
- 2015 BA162
- 2015 BD162
- 2015 BG162
- 2015 BH162
- 2015 BM162
- 2015 BN162
- 2015 BO162
- 2015 BP162
- 2015 BQ162
- 2015 BR162
- 2015 BU162
- 2015 BX162
- 2015 BY162
- 2015 BA163
- 2015 BB163
- 2015 BD163
- 2015 BE163
- 2015 BJ163
- 2015 BK163
- 2015 BL163
- 2015 BN163
- 2015 BO163
- 2015 BQ163
- 2015 BW163
- 2015 BY163
- 2015 BA164
- 2015 BC164
- 2015 BJ164
- 2015 BP164
- 2015 BR164
- 2015 BT164
- 2015 BU164
- 2015 BV164
- 2015 BW164
- 2015 BX164
- 2015 BZ164
- 2015 BA165
- 2015 BC165
- 2015 BH165
- 2015 BJ165
- 2015 BL165
- 2015 BM165
- 2015 BR165
- 2015 BS165
- 2015 BT165
- 2015 BV165
- 2015 BD166
- 2015 BE166
- 2015 BG166
- 2015 BH166
- 2015 BP166
- 2015 BS166
- 2015 BY166
- 2015 BZ166
- 2015 BB167
- 2015 BC167
- 2015 BK167
- 2015 BQ167
- 2015 BR167
- 2015 BT167
- 2015 BZ167
- 2015 BB168
- 2015 BF168
- 2015 BG168
- 2015 BN168
- 2015 BO168
- 2015 BP168
- 2015 BQ168
- 2015 BR168
- 2015 BS168
- 2015 BT168
- 2015 BU168
- 2015 BC169
- 2015 BF169
- 2015 BH169
- 2015 BN169
- 2015 BQ169
- 2015 BV169
- 2015 BW169
- 2015 BX169
- 2015 BB170
- 2015 BD170
- 2015 BK170
- 2015 BN170
- 2015 BP170
- 2015 BQ170
- 2015 BS170
- 2015 BT170
- 2015 BU170
- 2015 BV170
- 2015 BY170
- 2015 BA171
- 2015 BG171
- 2015 BH171
- 2015 BK171
- 2015 BL171
- 2015 BM171
- 2015 BN171
- 2015 BO171
- 2015 BY171
- 2015 BB172
- 2015 BC172
- 2015 BD172
- 2015 BG172
- 2015 BM172
- 2015 BO172
- 2015 BQ172
- 2015 BR172
- 2015 BS172
- 2015 BT172
- 2015 BU172
- 2015 BX172
- 2015 BA173
- 2015 BB173
- 2015 BD173
- 2015 BF173
- 2015 BJ173
- 2015 BK173
- 2015 BL173
- 2015 BP173
- 2015 BS173
- 2015 BU173
- 2015 BV173
- 2015 BA174
- 2015 BB174
- 2015 BD174
- 2015 BE174
- 2015 BF174
- 2015 BO174
- 2015 BP174
- 2015 BS174
- 2015 BT174
- 2015 BV174
- 2015 BW174
- 2015 BX174
- 2015 BY174
- 2015 BA175
- 2015 BB175
- 2015 BD175
- 2015 BE175
- 2015 BG175
- 2015 BJ175
- 2015 BM175
- 2015 BO175
- 2015 BQ175
- 2015 BU175
- 2015 BX175
- 2015 BZ175
- 2015 BC176
- 2015 BE176
- 2015 BH176
- 2015 BQ176
- 2015 BS176
- 2015 BU176
- 2015 BC177
- 2015 BE177
- 2015 BH177
- 2015 BJ177
- 2015 BK177
- 2015 BN177
- 2015 BS177
- 2015 BU177
- 2015 BV177
- 2015 BW177
- 2015 BX177
- 2015 BY177
- 2015 BZ177
- 2015 BB178
- 2015 BC178
- 2015 BE178
- 2015 BF178
- 2015 BG178
- 2015 BJ178
- 2015 BK178
- 2015 BL178
- 2015 BN178
- 2015 BO178
- 2015 BQ178
- 2015 BR178
- 2015 BT178
- 2015 BV178
- 2015 BW178
- 2015 BX178
- 2015 BY178
- 2015 BZ178
- 2015 BA179
- 2015 BB179
- 2015 BD179
- 2015 BF179
- 2015 BH179
- 2015 BJ179
- 2015 BK179
- 2015 BM179
- 2015 BO179
- 2015 BR179
- 2015 BX179
- 2015 BY179
- 2015 BA180
- 2015 BB180
- 2015 BC180
- 2015 BD180
- 2015 BE180
- 2015 BG180
- 2015 BL180
- 2015 BM180
- 2015 BQ180
- 2015 BS180
- 2015 BW180
- 2015 BA181
- 2015 BB181
- 2015 BD181
- 2015 BG181
- 2015 BH181
- 2015 BL181
- 2015 BS181
- 2015 BT181
- 2015 BV181
- 2015 BX181
- 2015 BY181
- 2015 BZ181
- 2015 BD182
- 2015 BK182
- 2015 BO182
- 2015 BR182
- 2015 BT182
- 2015 BV182
- 2015 BW182
- 2015 BX182
- 2015 BZ182
- 2015 BA183
- 2015 BD183
- 2015 BH183
- 2015 BK183
- 2015 BM183
- 2015 BO183
- 2015 BR183
- 2015 BU183
- 2015 BV183
- 2015 BW183
- 2015 BX183
- 2015 BY183
- 2015 BZ183
- 2015 BB184
- 2015 BC184
- 2015 BF184
- 2015 BG184
- 2015 BH184
- 2015 BJ184
- 2015 BO184
- 2015 BP184
- 2015 BQ184
- 2015 BW184
- 2015 BZ184
- 2015 BC185
- 2015 BE185
- 2015 BM185
- 2015 BN185
- 2015 BO185
- 2015 BQ185
- 2015 BT185
- 2015 BV185
- 2015 BX185
- 2015 BY185
- 2015 BA186
- 2015 BD186
- 2015 BE186
- 2015 BG186
- 2015 BL186
- 2015 BO186
- 2015 BP186
- 2015 BR186
- 2015 BS186
- 2015 BW186
- 2015 BX186
- 2015 BA187
- 2015 BG187
- 2015 BN187
- 2015 BO187
- 2015 BP187
- 2015 BQ187
- 2015 BR187
- 2015 BT187
- 2015 BV187
- 2015 BA188
- 2015 BE188
- 2015 BF188
- 2015 BH188
- 2015 BJ188
- 2015 BN188
- 2015 BO188
- 2015 BQ188
- 2015 BS188
- 2015 BX188
- 2015 BE189
- 2015 BF189
- 2015 BL189
- 2015 BM189
- 2015 BN189
- 2015 BU189
- 2015 BW189
- 2015 BY189
- 2015 BF190
- 2015 BK190
- 2015 BL190
- 2015 BN190
- 2015 BS190
- 2015 BT190
- 2015 BU190
- 2015 BX190
- 2015 BD191
- 2015 BJ191
- 2015 BM191
- 2015 BN191
- 2015 BO191
- 2015 BQ191
- 2015 BR191
- 2015 BS191
- 2015 BW191
- 2015 BZ191
- 2015 BC192
- 2015 BE192
- 2015 BH192
- 2015 BL192
- 2015 BM192
- 2015 BN192
- 2015 BS192
- 2015 BX192
- 2015 BC193
- 2015 BF193
- 2015 BG193
- 2015 BL193
- 2015 BM193
- 2015 BR193
- 2015 BS193
- 2015 BG194
- 2015 BJ194
- 2015 BK194
- 2015 BM194
- 2015 BO194
- 2015 BR194
- 2015 BW194
- 2015 BY194
- 2015 BZ194
- 2015 BB195
- 2015 BC195
- 2015 BG195
- 2015 BM195
- 2015 BP195
- 2015 BQ195
- 2015 BR195
- 2015 BT195
- 2015 BU195
- 2015 BY195
- 2015 BG196
- 2015 BM196
- 2015 BQ196
- 2015 BR196
- 2015 BT196
- 2015 BU196
- 2015 BV196
- 2015 BW196
- 2015 BX196
- 2015 BY196
- 2015 BZ196
- 2015 BA197
- 2015 BF197
- 2015 BH197
- 2015 BM197
- 2015 BP197
- 2015 BY197
- 2015 BZ197
- 2015 BA198
- 2015 BB198
- 2015 BH198
- 2015 BO198
- 2015 BS198
- 2015 BT198
- 2015 BW198
- 2015 BY198
- 2015 BZ198
- 2015 BF199
- 2015 BH199
- 2015 BJ199
- 2015 BM199
- 2015 BN199
- 2015 BR199
- 2015 BS199
- 2015 BT199
- 2015 BU199
- 2015 BY199
- 2015 BZ199
- 2015 BA200
- 2015 BB200
- 2015 BC200
- 2015 BF200
- 2015 BG200
- 2015 BN200
- 2015 BO200
- 2015 BP200
- 2015 BT200
- 2015 BD201
- 2015 BG201
- 2015 BJ201
- 2015 BO201
- 2015 BP201
- 2015 BX201
- 2015 BY201
- 2015 BE202
- 2015 BH202
- 2015 BJ202
- 2015 BN202
- 2015 BU202
- 2015 BV202
- 2015 BX202
- 2015 BB203
- 2015 BC203
- 2015 BD203
- 2015 BJ203
- 2015 BL203
- 2015 BM203
- 2015 BO203
- 2015 BP203
- 2015 BQ203
- 2015 BR203
- 2015 BX203
- 2015 BY203
- 2015 BZ203
- 2015 BA204
- 2015 BC204
- 2015 BD204
- 2015 BK204
- 2015 BL204
- 2015 BQ204
- 2015 BZ204
- 2015 BA205
- 2015 BB205
- 2015 BP205
- 2015 BR205
- 2015 BV205
- 2015 BX205
- 2015 BA206
- 2015 BB206
- 2015 BD206
- 2015 BH206
- 2015 BW206
- 2015 BH207
- 2015 BO207
- 2015 BS207
- 2015 BU207
- 2015 BG208
- 2015 BR208
- 2015 BT208
- 2015 BW208
- 2015 BC209
- 2015 BH209
- 2015 BP209
- 2015 BU209
- 2015 BV209
- 2015 BW209
- 2015 BG210
- 2015 BH210
- 2015 BJ210
- 2015 BM210
- 2015 BO210
- 2015 BQ210
- 2015 BU210
- 2015 BV210
- 2015 BN211
- 2015 BQ211
- 2015 BT211
- 2015 BB212
- 2015 BE212
- 2015 BH212
- 2015 BK212
- 2015 BM212
- 2015 BQ212
- 2015 BR212
- 2015 BY212
- 2015 BA213
- 2015 BO213
- 2015 BR213
- 2015 BS213
- 2015 BX213
- 2015 BY213
- 2015 BA214
- 2015 BE214
- 2015 BK214
- 2015 BP214
- 2015 BR214
- 2015 BS214
- 2015 BT214
- 2015 BA215
- 2015 BE215
- 2015 BG215
- 2015 BK215
- 2015 BM215
- 2015 BP215
- 2015 BQ215
- 2015 BZ215
- 2015 BE216
- 2015 BJ216
- 2015 BM216
- 2015 BR216
- 2015 BS216
- 2015 BY216
- 2015 BA217
- 2015 BD217
- 2015 BE217
- 2015 BG217
- 2015 BH217
- 2015 BJ217
- 2015 BP217
- 2015 BR217
- 2015 BW217
- 2015 BX217
- 2015 BY217
- 2015 BZ217
- 2015 BA218
- 2015 BB218
- 2015 BC218
- 2015 BG218
- 2015 BH218
- 2015 BK218
- 2015 BM218
- 2015 BN218
- 2015 BO218
- 2015 BP218
- 2015 BQ218
- 2015 BR218
- 2015 BS218
- 2015 BU218
- 2015 BA219
- 2015 BB219
- 2015 BD219
- 2015 BE219
- 2015 BF219
- 2015 BH219
- 2015 BK219
- 2015 BL219
- 2015 BN219
- 2015 BO219
- 2015 BP219
- 2015 BQ219
- 2015 BS219
- 2015 BU219
- 2015 BV219
- 2015 BZ219
- 2015 BA220
- 2015 BC220
- 2015 BF220
- 2015 BM220
- 2015 BN220
- 2015 BQ220
- 2015 BV220
- 2015 BW220
- 2015 BA221
- 2015 BB221
- 2015 BD221
- 2015 BH221
- 2015 BM221
- 2015 BP221
- 2015 BT221
- 2015 BU221
- 2015 BV221
- 2015 BW221
- 2015 BX221
- 2015 BY221
- 2015 BA222
- 2015 BB222
- 2015 BD222
- 2015 BF222
- 2015 BH222
- 2015 BZ222
- 2015 BA223
- 2015 BH223
- 2015 BO223
- 2015 BQ223
- 2015 BA224
- 2015 BC224
- 2015 BG224
- 2015 BH224
- 2015 BM224
- 2015 BN224
- 2015 BZ224
- 2015 BA225
- 2015 BD225
- 2015 BE225
- 2015 BF225
- 2015 BG225
- 2015 BK225
- 2015 BM225
- 2015 BN225
- 2015 BR225
- 2015 BS225
- 2015 BV225
- 2015 BW225
- 2015 BY225
- 2015 BA226
- 2015 BC226
- 2015 BD226
- 2015 BE226
- 2015 BF226
- 2015 BL226
- 2015 BG227
- 2015 BH227
- 2015 BK227
- 2015 BL227
- 2015 BM227
- 2015 BN227
- 2015 BP227
- 2015 BU227
- 2015 BX227
- 2015 BY227
- 2015 BA228
- 2015 BB228
- 2015 BD228
- 2015 BF228
- 2015 BH228
- 2015 BJ228
- 2015 BP228
- 2015 BT228
- 2015 BX228
- 2015 BE229
- 2015 BG229
- 2015 BK229
- 2015 BN229
- 2015 BO229
- 2015 BQ229
- 2015 BE230
- 2015 BH230
- 2015 BJ230
- 2015 BM230
- 2015 BO230
- 2015 BP230
- 2015 BQ230
- 2015 BU230
- 2015 BW230
- 2015 BD231
- 2015 BE231
- 2015 BF231
- 2015 BK231
- 2015 BL231
- 2015 BQ231
- 2015 BR231
- 2015 BB232
- 2015 BE232
- 2015 BF232
- 2015 BK232
- 2015 BL232
- 2015 BS232
- 2015 BT232
- 2015 BU232
- 2015 BX232
- 2015 BY232
- 2015 BA233
- 2015 BB233
- 2015 BC233
- 2015 BE233
- 2015 BF233
- 2015 BJ233
- 2015 BM233
- 2015 BY233
- 2015 BH234
- 2015 BJ234
- 2015 BK234
- 2015 BM234
- 2015 BN234
- 2015 BO234
- 2015 BP234
- 2015 BS234
- 2015 BT234
- 2015 BZ234
- 2015 BL235
- 2015 BM235
- 2015 BN235
- 2015 BP235
- 2015 BU235
- 2015 BV235
- 2015 BX235
- 2015 BA236
- 2015 BE236
- 2015 BH236
- 2015 BN236
- 2015 BQ236
- 2015 BR236
- 2015 BS236
- 2015 BV236
- 2015 BY236
- 2015 BZ236
- 2015 BB237
- 2015 BD237
- 2015 BE237
- 2015 BF237
- 2015 BG237
- 2015 BH237
- 2015 BL237
- 2015 BO237
- 2015 BT237
- 2015 BC238
- 2015 BP238
- 2015 BS238
- 2015 BT238
- 2015 BU238
- 2015 BV238
- 2015 BX238
- 2015 BY238
- 2015 BE239
- 2015 BH239
- 2015 BJ239
- 2015 BL239
- 2015 BR239
- 2015 BY239
- 2015 BC240
- 2015 BJ240
- 2015 BN240
- 2015 BZ240
- 2015 BK241
- 2015 BM241
- 2015 BN241
- 2015 BO241
- 2015 BC242
- 2015 BH242
- 2015 BJ242
- 2015 BK242
- 2015 BN242
- 2015 BQ242
- 2015 BR242
- 2015 BZ242
- 2015 BB243
- 2015 BG243
- 2015 BJ243
- 2015 BO243
- 2015 BP243
- 2015 BY243
- 2015 BZ243
- 2015 BN244
- 2015 BQ244
- 2015 BD245
- 2015 BF245
- 2015 BJ245
- 2015 BL245
- 2015 BR245
- 2015 BZ245
- 2015 BB246
- 2015 BF246
- 2015 BH246
- 2015 BM246
- 2015 BO246
- 2015 BV246
- 2015 BW246
- 2015 BY246
- 2015 BD247
- 2015 BE247
- 2015 BG247
- 2015 BN247
- 2015 BR247
- 2015 BS247
- 2015 BU247
- 2015 BC248
- 2015 BF248
- 2015 BQ248
- 2015 BR248
- 2015 BU248
- 2015 BW248
- 2015 BD249
- 2015 BK249
- 2015 BP249
- 2015 BT249
- 2015 BU249
- 2015 BZ249
- 2015 BC250
- 2015 BN250
- 2015 BS250
- 2015 BA251
- 2015 BB251
- 2015 BD251
- 2015 BL251
- 2015 BN251
- 2015 BQ251
- 2015 BW251
- 2015 BA252
- 2015 BH252
- 2015 BK252
- 2015 BE253
- 2015 BH253
- 2015 BL253
- 2015 BW253
- 2015 BZ253
- 2015 BJ254
- 2015 BK254
- 2015 BO254
- 2015 BW254
- 2015 BG255
- 2015 BK255
- 2015 BR255
- 2015 BJ256
- 2015 BN256
- 2015 BQ256
- 2015 BT256
- 2015 BU256
- 2015 BF257
- 2015 BM257
- 2015 BQ257
- 2015 BT257
- 2015 BX257
- 2015 BH258
- 2015 BT258
- 2015 BY258
- 2015 BZ258
- 2015 BE259
- 2015 BL259
- 2015 BN259
- 2015 BP259
- 2015 BR259
- 2015 BS259
- 2015 BU259
- 2015 BZ259
- 2015 BQ260
- 2015 BR260
- 2015 BS260
- 2015 BT260
- 2015 BU260
- 2015 BW260
- 2015 BZ260
- 2015 BB261
- 2015 BF261
- 2015 BJ261
- 2015 BO261
- 2015 BS261
- 2015 BJ262
- 2015 BN262
- 2015 BQ262
- 2015 BW262
- 2015 BE263
- 2015 BG263
- 2015 BJ263
- 2015 BQ263
- 2015 BT263
- 2015 BW263
- 2015 BK264
- 2015 BM264
- 2015 BN264
- 2015 BP264
- 2015 BQ264
- 2015 BS264
- 2015 BV264
- 2015 BY264
- 2015 BA265
- 2015 BD265
- 2015 BE265
- 2015 BG265
- 2015 BJ265
- 2015 BK265
- 2015 BL265
- 2015 BR265
- 2015 BS265
- 2015 BV265
- 2015 BW265
- 2015 BE266
- 2015 BN266
- 2015 BR266
- 2015 BS266
- 2015 BY266
- 2015 BH267
- 2015 BK267
- 2015 BL267
- 2015 BM267
- 2015 BR267
- 2015 BT267
- 2015 BZ267
- 2015 BB268
- 2015 BH268
- 2015 BL268
- 2015 BY268
- 2015 BA269
- 2015 BF269
- 2015 BG269
- 2015 BL269
- 2015 BV269
- 2015 BX269
- 2015 BB270
- 2015 BD270
- 2015 BG270
- 2015 BQ270
- 2015 BZ270
- 2015 BF271
- 2015 BH271
- 2015 BJ271
- 2015 BY271
- 2015 BZ271
- 2015 BB272
- 2015 BD272
- 2015 BK272
- 2015 BL272
- 2015 BM272
- 2015 BN272
- 2015 BO272
- 2015 BS272
- 2015 BW272
- 2015 BX272
- 2015 BE273
- 2015 BJ273
- 2015 BP273
- 2015 BQ273
- 2015 BS273
- 2015 BT273
- 2015 BC274
- 2015 BD274
- 2015 BE274
- 2015 BF274
- 2015 BL274
- 2015 BU274
- 2015 BW274
- 2015 BX274
- 2015 BA275
- 2015 BB275
- 2015 BH275
- 2015 BU275
- 2015 BV275
- 2015 BX275
- 2015 BC276
- 2015 BQ277
- 2015 BR277
- 2015 BU277
- 2015 BV277
- 2015 BY277
- 2015 BD278
- 2015 BG278
- 2015 BJ278
- 2015 BL278
- 2015 BD279
- 2015 BF279
- 2015 BJ279
- 2015 BK279
- 2015 BM279
- 2015 BN279
- 2015 BP279
- 2015 BQ279
- 2015 BS279
- 2015 BA280
- 2015 BL280
- 2015 BN280
- 2015 BP280
- 2015 BQ280
- 2015 BR280
- 2015 BS280
- 2015 BT280
- 2015 BV280
- 2015 BW280
- 2015 BE281
- 2015 BF281
- 2015 BM281
- 2015 BO281
- 2015 BD282
- 2015 BG282
- 2015 BH282
- 2015 BK282
- 2015 BT282
- 2015 BD283
- 2015 BJ283
- 2015 BL283
- 2015 BM283
- 2015 BU283
- 2015 BY283
- 2015 BZ283
- 2015 BA284
- 2015 BB284
- 2015 BG284
- 2015 BH284
- 2015 BL284
- 2015 BQ284
- 2015 BS284
- 2015 BT284
- 2015 BZ284
- 2015 BF285
- 2015 BG285
- 2015 BH285
- 2015 BJ285
- 2015 BL285
- 2015 BW285
- 2015 BA286
- 2015 BB286
- 2015 BD286
- 2015 BE286
- 2015 BJ286
- 2015 BK286
- 2015 BM286
- 2015 BO286
- 2015 BP286
- 2015 BR286
- 2015 BW286
- 2015 BA287
- 2015 BJ287
- 2015 BK287
- 2015 BN287
- 2015 BR287
- 2015 BS287
- 2015 BT287
- 2015 BU287
- 2015 BV287
- 2015 BY287
- 2015 BA288
- 2015 BB288
- 2015 BG288
- 2015 BK288
- 2015 BL288
- 2015 BM288
- 2015 BN288
- 2015 BY288
- 2015 BE289
- 2015 BK289
- 2015 BP289
- 2015 BR289
- 2015 BV289
- 2015 BW289
- 2015 BY289
- 2015 BB290
- 2015 BL290
- 2015 BN290
- 2015 BS290
- 2015 BT290
- 2015 BV290
- 2015 BY290
- 2015 BA291
- 2015 BD291
- 2015 BK291
- 2015 BA292
- 2015 BD292
- 2015 BK292
- 2015 BL292
- 2015 BN292
- 2015 BT292
- 2015 BW292
- 2015 BA293
- 2015 BC293
- 2015 BK293
- 2015 BL293
- 2015 BN293
- 2015 BO293
- 2015 BP293
- 2015 BU293
- 2015 BV293
- 2015 BY293
- 2015 BD294
- 2015 BG294
- 2015 BJ294
- 2015 BL294
- 2015 BN294
- 2015 BO294
- 2015 BR294
- 2015 BS294
- 2015 BZ294
- 2015 BC295
- 2015 BH295
- 2015 BO295
- 2015 BA296
- 2015 BE296
- 2015 BF296
- 2015 BG296
- 2015 BH296
- 2015 BN296
- 2015 BO296
- 2015 BP296
- 2015 BQ296
- 2015 BR296
- 2015 BT296
- 2015 BU296
- 2015 BW296
- 2015 BZ296
- 2015 BA297
- 2015 BB297
- 2015 BJ297
- 2015 BN297
- 2015 BS297
- 2015 BT297
- 2015 BB298
- 2015 BD298
- 2015 BE298
- 2015 BH298
- 2015 BL298
- 2015 BM298
- 2015 BN298
- 2015 BQ298
- 2015 BR298
- 2015 BU298
- 2015 BV298
- 2015 BW298
- 2015 BY298
- 2015 BA299
- 2015 BD299
- 2015 BE299
- 2015 BO299
- 2015 BP299
- 2015 BR299
- 2015 BV299
- 2015 BX299
- 2015 BY299
- 2015 BZ299
- 2015 BD300
- 2015 BG300
- 2015 BB301
- 2015 BX301
- 2015 BD302
- 2015 BN303
- 2015 BR303
- 2015 BF304
- 2015 BK304
- 2015 BD305
- 2015 BO305
- 2015 BT305
- 2015 BU305
- 2015 BA306
- 2015 BC306
- 2015 BH306
- 2015 BJ306
- 2015 BM306
- 2015 BS306
- 2015 BU306
- 2015 BW306
- 2015 BX306
- 2015 BA307
- 2015 BC307
- 2015 BF307
- 2015 BH307
- 2015 BS307
- 2015 BV307
- 2015 BC308
- 2015 BG308
- 2015 BH308
- 2015 BM308
- 2015 BN308
- 2015 BP308
- 2015 BR308
- 2015 BX308
- 2015 BY308
- 2015 BC309
- 2015 BD309
- 2015 BK309
- 2015 BR309
- 2015 BS309
- 2015 BX309
- 2015 BY309
- 2015 BB310
- 2015 BG310
- 2015 BH310
- 2015 BJ310
- 2015 BO310
- 2015 BW310
- 2015 BX310
- 2015 BZ310
- 2015 BA311
- 2015 BB311
- 2015 BE311
- 2015 BF311
- 2015 BH311
- 2015 BJ311
- 2015 BK311
- 2015 BL311
- 2015 BM311
- 2015 BN311
- 2015 BO311
- 2015 BP311
- 2015 BE312
- 2015 BF312
- 2015 BG312
- 2015 BH312
- 2015 BK312
- 2015 BP312
- 2015 BY312
- 2015 BZ312
- 2015 BE313
- 2015 BR313
- 2015 BU313
- 2015 BZ313
- 2015 BA314
- 2015 BJ314
- 2015 BO314
- 2015 BR314
- 2015 BY314
- 2015 BZ314
- 2015 BB315
- 2015 BC315
- 2015 BD315
- 2015 BF315
- 2015 BK315
- 2015 BL315
- 2015 BA316
- 2015 BG316
- 2015 BP316
- 2015 BQ316
- 2015 BU316
- 2015 BW316
- 2015 BX316
- 2015 BA317
- 2015 BC317
- 2015 BK317
- 2015 BM317
- 2015 BP317
- 2015 BQ317
- 2015 BT317
- 2015 BX317
- 2015 BY317
- 2015 BA318
- 2015 BD318
- 2015 BF318
- 2015 BL318
- 2015 BP318
- 2015 BR318
- 2015 BZ318
- 2015 BA319
- 2015 BE319
- 2015 BG319
- 2015 BM319
- 2015 BT319
- 2015 BU319
- 2015 BV319
- 2015 BZ319
- 2015 BC320
- 2015 BG320
- 2015 BO320
- 2015 BQ320
- 2015 BV320
- 2015 BW320
- 2015 BB321
- 2015 BJ321
- 2015 BM321
- 2015 BN321
- 2015 BR321
- 2015 BS321
- 2015 BV321
- 2015 BZ321
- 2015 BB322
- 2015 BD322
- 2015 BE322
- 2015 BF322
- 2015 BG322
- 2015 BK322
- 2015 BM322
- 2015 BS322
- 2015 BU322
- 2015 BV322
- 2015 BW322
- 2015 BA323
- 2015 BC323
- 2015 BJ323
- 2015 BK323
- 2015 BP323
- 2015 BT323
- 2015 BV323
- 2015 BZ323
- 2015 BF324
- 2015 BJ324
- 2015 BP324
- 2015 BR324
- 2015 BT324
- 2015 BU324
- 2015 BV324
- 2015 BX324
- 2015 BB325
- 2015 BC325
- 2015 BF325
- 2015 BG325
- 2015 BH325
- 2015 BR325
- 2015 BS325
- 2015 BX325
- 2015 BF326
- 2015 BG326
- 2015 BM326
- 2015 BT326
- 2015 BU326
- 2015 BX326
- 2015 BC327
- 2015 BH327
- 2015 BK327
- 2015 BM327
- 2015 BT327
- 2015 BX327
- 2015 BB328
- 2015 BC328
- 2015 BD328
- 2015 BK328
- 2015 BL328
- 2015 BM328
- 2015 BN328
- 2015 BS328
- 2015 BW328
- 2015 BC329
- 2015 BD329
- 2015 BF329
- 2015 BK329
- 2015 BM329
- 2015 BQ329
- 2015 BS329
- 2015 BZ329
- 2015 BE330
- 2015 BF330
- 2015 BH330
- 2015 BJ330
- 2015 BK330
- 2015 BM330
- 2015 BR330
- 2015 BT330
- 2015 BY330
- 2015 BA331
- 2015 BB331
- 2015 BC331
- 2015 BF331
- 2015 BH331
- 2015 BK331
- 2015 BL331
- 2015 BN331
- 2015 BU331
- 2015 BX331
- 2015 BY331
- 2015 BZ331
- 2015 BB332
- 2015 BC332
- 2015 BD332
- 2015 BG332
- 2015 BK332
- 2015 BO332
- 2015 BP332
- 2015 BQ332
- 2015 BS332
- 2015 BT332
- 2015 BZ332
- 2015 BA333
- 2015 BD333
- 2015 BG333
- 2015 BJ333
- 2015 BL333
- 2015 BM333
- 2015 BR333
- 2015 BS333
- 2015 BW333
- 2015 BY333
- 2015 BD334
- 2015 BE334
- 2015 BG334
- 2015 BH334
- 2015 BJ334
- 2015 BK334
- 2015 BM334
- 2015 BN334
- 2015 BP334
- 2015 BA335
- 2015 BC335
- 2015 BF335
- 2015 BH335
- 2015 BK335
- 2015 BL335
- 2015 BQ335
- 2015 BS335
- 2015 BT335
- 2015 BW335
- 2015 BA336
- 2015 BB336
- 2015 BD336
- 2015 BH336
- 2015 BJ336
- 2015 BL336
- 2015 BO336
- 2015 BR336
- 2015 BS336
- 2015 BV336
- 2015 BX336
- 2015 BC337
- 2015 BD337
- 2015 BF337
- 2015 BG337
- 2015 BL337
- 2015 BN337
- 2015 BO337
- 2015 BQ337
- 2015 BS337
- 2015 BT337
- 2015 BU337
- 2015 BV337
- 2015 BW337
- 2015 BX337
- 2015 BC338
- 2015 BF338
- 2015 BH338
- 2015 BK338
- 2015 BL338
- 2015 BO338
- 2015 BP338
- 2015 BV338
- 2015 BW338
- 2015 BX338
- 2015 BE339
- 2015 BF339
- 2015 BG339
- 2015 BH339
- 2015 BN339
- 2015 BQ339
- 2015 BR339
- 2015 BS339
- 2015 BD340
- 2015 BE340
- 2015 BK340
- 2015 BM340
- 2015 BN340
- 2015 BQ340
- 2015 BR340
- 2015 BT340
- 2015 BB341
- 2015 BC341
- 2015 BD341
- 2015 BE341
- 2015 BJ341
- 2015 BL341
- 2015 BV341
- 2015 BW341
- 2015 BZ341
- 2015 BA342
- 2015 BE342
- 2015 BF342
- 2015 BK342
- 2015 BL342
- 2015 BN342
- 2015 BQ342
- 2015 BS342
- 2015 BU342
- 2015 BA343
- 2015 BD343
- 2015 BM343
- 2015 BP343
- 2015 BX343
- 2015 BA344
- 2015 BB344
- 2015 BF344
- 2015 BG344
- 2015 BH344
- 2015 BL344
- 2015 BR344
- 2015 BW344
- 2015 BE345
- 2015 BJ345
- 2015 BK345
- 2015 BR345
- 2015 BS345
- 2015 BT345
- 2015 BV345
- 2015 BY345
- 2015 BF346
- 2015 BK346
- 2015 BO346
- 2015 BU346
- 2015 BV346
- 2015 BE347
- 2015 BK347
- 2015 BR347
- 2015 BT347
- 2015 BX347
- 2015 BY347
- 2015 BA348
- 2015 BE348
- 2015 BH348
- 2015 BK348
- 2015 BM348
- 2015 BR348
- 2015 BU348
- 2015 BC349
- 2015 BK349
- 2015 BM349
- 2015 BP349
- 2015 BQ349
- 2015 BT349
- 2015 BU349
- 2015 BZ349
- 2015 BC350
- 2015 BD350
- 2015 BM350
- 2015 BR350
- 2015 BW350
- 2015 BG351
- 2015 BK351
- 2015 BL351
- 2015 BM351
- 2015 BT351
- 2015 BY351
- 2015 BC352
- 2015 BV352
- 2015 BW352
- 2015 BZ352
- 2015 BA353
- 2015 BJ353
- 2015 BQ353
- 2015 BS353
- 2015 BX353
- 2015 BD354
- 2015 BH354
- 2015 BL354
- 2015 BN354
- 2015 BW354
- 2015 BZ354
- 2015 BG355
- 2015 BH355
- 2015 BW355
- 2015 BB356
- 2015 BG356
- 2015 BN356
- 2015 BV356
- 2015 BY356
- 2015 BZ356
- 2015 BA357
- 2015 BE357
- 2015 BK357
- 2015 BP357
- 2015 BS357
- 2015 BU357
- 2015 BV357
- 2015 BD358
- 2015 BE358
- 2015 BG358
- 2015 BH358
- 2015 BJ358
- 2015 BM358
- 2015 BN358
- 2015 BV358
- 2015 BY358
- 2015 BZ358
- 2015 BF359
- 2015 BK359
- 2015 BO359
- 2015 BQ359
- 2015 BU359
- 2015 BV359
- 2015 BW359
- 2015 BX359
- 2015 BZ359
- 2015 BD360
- 2015 BF360
- 2015 BH360
- 2015 BJ360
- 2015 BR360
- 2015 BU360
- 2015 BV360
- 2015 BZ360
- 2015 BC361
- 2015 BG361
- 2015 BJ361
- 2015 BK361
- 2015 BW361
- 2015 BC362
- 2015 BD362
- 2015 BG362
- 2015 BN362
- 2015 BX362
- 2015 BZ362
- 2015 BB363
- 2015 BD363
- 2015 BF363
- 2015 BG363
- 2015 BK363
- 2015 BO363
- 2015 BP363
- 2015 BQ363
- 2015 BR363
- 2015 BT363
- 2015 BZ363
- 2015 BD364
- 2015 BE364
- 2015 BJ364
- 2015 BK364
- 2015 BL364
- 2015 BO364
- 2015 BW364
- 2015 BZ364
- 2015 BD365
- 2015 BF365
- 2015 BG365
- 2015 BL365
- 2015 BN365
- 2015 BY365
- 2015 BZ365
- 2015 BA366
- 2015 BD366
- 2015 BF366
- 2015 BG366
- 2015 BL366
- 2015 BM366
- 2015 BO366
- 2015 BP366
- 2015 BQ366
- 2015 BU366
- 2015 BW366
- 2015 BX366
- 2015 BZ366
- 2015 BB367
- 2015 BC367
- 2015 BE367
- 2015 BF367
- 2015 BR367
- 2015 BS367
- 2015 BT367
- 2015 BU367
- 2015 BY367
- 2015 BB368
- 2015 BC368
- 2015 BD368
- 2015 BE368
- 2015 BJ368
- 2015 BN368
- 2015 BO368
- 2015 BP368
- 2015 BQ368
- 2015 BS368
- 2015 BU368
- 2015 BY368
- 2015 BA369
- 2015 BJ369
- 2015 BL369
- 2015 BQ369
- 2015 BR369
- 2015 BS369
- 2015 BT369
- 2015 BU369
- 2015 BX369
- 2015 BY369
- 2015 BA370
- 2015 BD370
- 2015 BH370
- 2015 BM370
- 2015 BS370
- 2015 BW370
- 2015 BX370
- 2015 BA371
- 2015 BB371
- 2015 BD371
- 2015 BK371
- 2015 BL371
- 2015 BR371
- 2015 BU371
- 2015 BV371
- 2015 BZ371
- 2015 BA372
- 2015 BB372
- 2015 BC372
- 2015 BG372
- 2015 BL372
- 2015 BU372
- 2015 BW372
- 2015 BX372
- 2015 BY372
- 2015 BZ372
- 2015 BD373
- 2015 BE373
- 2015 BG373
- 2015 BJ373
- 2015 BL373
- 2015 BN373
- 2015 BO373
- 2015 BR373
- 2015 BS373
- 2015 BU373
- 2015 BV373
- 2015 BX373
- 2015 BC374
- 2015 BD374
- 2015 BE374
- 2015 BH374
- 2015 BJ374
- 2015 BK374
- 2015 BM374
- 2015 BN374
- 2015 BO374
- 2015 BP374
- 2015 BU374
- 2015 BV374
- 2015 BB375
- 2015 BC375
- 2015 BG375
- 2015 BJ375
- 2015 BL375
- 2015 BM375
- 2015 BT375
- 2015 BZ375
- 2015 BJ376
- 2015 BP376
- 2015 BX376
- 2015 BZ376
- 2015 BG377
- 2015 BK377
- 2015 BP377
- 2015 BS377
- 2015 BX377
- 2015 BZ377
- 2015 BA378
- 2015 BB378
- 2015 BL378
- 2015 BM378
- 2015 BN378
- 2015 BQ378
- 2015 BV378
- 2015 BW378
- 2015 BX378
- 2015 BD379
- 2015 BE379
- 2015 BH379
- 2015 BL379
- 2015 BS379
- 2015 BT379
- 2015 BW379
- 2015 BA380
- 2015 BF380
- 2015 BG380
- 2015 BK380
- 2015 BO380
- 2015 BT380
- 2015 BU380
- 2015 BY380
- 2015 BE381
- 2015 BF381
- 2015 BH381
- 2015 BK381
- 2015 BO381
- 2015 BP381
- 2015 BS381
- 2015 BU381
- 2015 BV381
- 2015 BA382
- 2015 BC382
- 2015 BH382
- 2015 BL382
- 2015 BM382
- 2015 BO382
- 2015 BS382
- 2015 BV382
- 2015 BY382
- 2015 BZ382
- 2015 BA383
- 2015 BB383
- 2015 BK383
- 2015 BM383
- 2015 BN383
- 2015 BO383
- 2015 BQ383
- 2015 BS383
- 2015 BW383
- 2015 BX383
- 2015 BZ383
- 2015 BA384
- 2015 BB384
- 2015 BD384
- 2015 BE384
- 2015 BK384
- 2015 BN384
- 2015 BS384
- 2015 BV384
- 2015 BY384
- 2015 BZ384
- 2015 BD385
- 2015 BG385
- 2015 BK385
- 2015 BO385
- 2015 BP385
- 2015 BT385
- 2015 BW385
- 2015 BX385
- 2015 BD386
- 2015 BE386
- 2015 BF386
- 2015 BG386
- 2015 BH386
- 2015 BM386
- 2015 BN386
- 2015 BO386
- 2015 BP386
- 2015 BV386
- 2015 BD387
- 2015 BG387
- 2015 BM387
- 2015 BN387
- 2015 BP387
- 2015 BQ387
- 2015 BR387
- 2015 BS387
- 2015 BV387
- 2015 BZ387
- 2015 BA388
- 2015 BL388
- 2015 BN388
- 2015 BT388
- 2015 BU388
- 2015 BV388
- 2015 BW388
- 2015 BC389
- 2015 BF389
- 2015 BJ389
- 2015 BN389
- 2015 BQ389
- 2015 BU389
- 2015 BV389
- 2015 BX389
- 2015 BC390
- 2015 BF390
- 2015 BH390
- 2015 BK390
- 2015 BL390
- 2015 BM390
- 2015 BP390
- 2015 BU390
- 2015 BW390
- 2015 BY390
- 2015 BZ390
- 2015 BB391
- 2015 BD391
- 2015 BE391
- 2015 BN391
- 2015 BQ391
- 2015 BS391
- 2015 BV391
- 2015 BW391
- 2015 BY391
- 2015 BZ391
- 2015 BE392
- 2015 BJ392
- 2015 BM392
- 2015 BO392
- 2015 BP392
- 2015 BR392
- 2015 BU392
- 2015 BX392
- 2015 BZ392
- 2015 BB393
- 2015 BG393
- 2015 BL393
- 2015 BN393
- 2015 BR393
- 2015 BS393
- 2015 BY393
- 2015 BZ393
- 2015 BC394
- 2015 BD394
- 2015 BE394
- 2015 BH394
- 2015 BR394
- 2015 BT394
- 2015 BW394
- 2015 BY394
- 2015 BF395
- 2015 BH395
- 2015 BK395
- 2015 BL395
- 2015 BN395
- 2015 BO395
- 2015 BT395
- 2015 BU395
- 2015 BX395
- 2015 BA396
- 2015 BD396
- 2015 BF396
- 2015 BG396
- 2015 BJ396
- 2015 BN396
- 2015 BO396
- 2015 BP396
- 2015 BT396
- 2015 BW396
- 2015 BZ396
- 2015 BB397
- 2015 BQ397
- 2015 BV397
- 2015 BY397
- 2015 BZ397
- 2015 BB398
- 2015 BH398
- 2015 BK398
- 2015 BO398
- 2015 BP398
- 2015 BQ398
- 2015 BW398
- 2015 BA399
- 2015 BE399
- 2015 BF399
- 2015 BG399
- 2015 BH399
- 2015 BL399
- 2015 BN399
- 2015 BP399
- 2015 BR399
- 2015 BU399
- 2015 BV399
- 2015 BW399
- 2015 BA400
- 2015 BB400
- 2015 BE400
- 2015 BG400
- 2015 BH400
- 2015 BK400
- 2015 BL400
- 2015 BM400
- 2015 BP400
- 2015 BQ400
- 2015 BT400
- 2015 BX400
- 2015 BZ400
- 2015 BH401
- 2015 BK401
- 2015 BS401
- 2015 BT401
- 2015 BW401
- 2015 BZ401
- 2015 BB402
- 2015 BC402
- 2015 BD402
- 2015 BE402
- 2015 BH402
- 2015 BJ402
- 2015 BL402
- 2015 BQ402
- 2015 BT402
- 2015 BW402
- 2015 BB403
- 2015 BD403
- 2015 BE403
- 2015 BK403
- 2015 BN403
- 2015 BR403
- 2015 BT403
- 2015 BU403
- 2015 BW403
- 2015 BX403
- 2015 BB404
- 2015 BC404
- 2015 BD404
- 2015 BJ404
- 2015 BN404
- 2015 BQ404
- 2015 BT404
- 2015 BU404
- 2015 BV404
- 2015 BA405
- 2015 BB405
- 2015 BF405
- 2015 BK405
- 2015 BM405
- 2015 BR405
- 2015 BT405
- 2015 BU405
- 2015 BV405
- 2015 BW405
- 2015 BX405
- 2015 BA406
- 2015 BC406
- 2015 BD406
- 2015 BE406
- 2015 BL406
- 2015 BM406
- 2015 BN406
- 2015 BP406
- 2015 BV406
- 2015 BB407
- 2015 BF407
- 2015 BH407
- 2015 BL407
- 2015 BM407
- 2015 BO407
- 2015 BQ407
- 2015 BR407
- 2015 BT407
- 2015 BY407
- 2015 BZ407
- 2015 BB408
- 2015 BH408
- 2015 BJ408
- 2015 BO408
- 2015 BP408
- 2015 BQ408
- 2015 BV408
- 2015 BA409
- 2015 BB409
- 2015 BJ409
- 2015 BK409
- 2015 BN409
- 2015 BT409
- 2015 BU409
- 2015 BV409
- 2015 BA410
- 2015 BE410
- 2015 BG410
- 2015 BK410
- 2015 BN410
- 2015 BP410
- 2015 BS410
- 2015 BU410
- 2015 BV410
- 2015 BZ410
- 2015 BA411
- 2015 BC411
- 2015 BH411
- 2015 BQ411
- 2015 BU411
- 2015 BY411
- 2015 BZ411
- 2015 BA412
- 2015 BB412
- 2015 BD412
- 2015 BG412
- 2015 BH412
- 2015 BO412
- 2015 BW412
- 2015 BA413
- 2015 BE413
- 2015 BF413
- 2015 BK413
- 2015 BN413
- 2015 BO413
- 2015 BQ413
- 2015 BT413
- 2015 BY413
- 2015 BZ413
- 2015 BA414
- 2015 BC414
- 2015 BH414
- 2015 BK414
- 2015 BO414
- 2015 BP414
- 2015 BR414
- 2015 BV414
- 2015 BW414
- 2015 BA415
- 2015 BB415
- 2015 BE415
- 2015 BF415
- 2015 BG415
- 2015 BT415
- 2015 BV415
- 2015 BY415
- 2015 BJ416
- 2015 BK416
- 2015 BM416
- 2015 BN416
- 2015 BP416
- 2015 BS416
- 2015 BT416
- 2015 BW416
- 2015 BZ416
- 2015 BA417
- 2015 BB417
- 2015 BF417
- 2015 BM417
- 2015 BO417
- 2015 BP417
- 2015 BR417
- 2015 BS417
- 2015 BW417
- 2015 BY417
- 2015 BB418
- 2015 BC418
- 2015 BE418
- 2015 BF418
- 2015 BJ418
- 2015 BK418
- 2015 BL418
- 2015 BN418
- 2015 BO418
- 2015 BP418
- 2015 BS418
- 2015 BF419
- 2015 BG419
- 2015 BO419
- 2015 BQ419
- 2015 BR419
- 2015 BW419
- 2015 BX419
- 2015 BY419
- 2015 BA420
- 2015 BJ420
- 2015 BM420
- 2015 BN420
- 2015 BO420
- 2015 BU420
- 2015 BX420
- 2015 BB421
- 2015 BC421
- 2015 BE421
- 2015 BF421
- 2015 BG421
- 2015 BM421
- 2015 BT421
- 2015 BV421
- 2015 BW421
- 2015 BT422
- 2015 BV422
- 2015 BX422
- 2015 BZ422
- 2015 BD423
- 2015 BF423
- 2015 BK423
- 2015 BO423
- 2015 BQ423
- 2015 BW423
- 2015 BX423
- 2015 BZ423
- 2015 BD424
- 2015 BE424
- 2015 BF424
- 2015 BL424
- 2015 BN424
- 2015 BP424
- 2015 BQ424
- 2015 BS424
- 2015 BZ424
- 2015 BF425
- 2015 BK425
- 2015 BO425
- 2015 BT425
- 2015 BV425
- 2015 BW425
- 2015 BY425
- 2015 BA426
- 2015 BC426
- 2015 BE426
- 2015 BH426
- 2015 BJ426
- 2015 BL426
- 2015 BM426
- 2015 BN426
- 2015 BO426
- 2015 BP426
- 2015 BQ426
- 2015 BX426
- 2015 BD427
- 2015 BF427
- 2015 BG427
- 2015 BH427
- 2015 BL427
- 2015 BM427
- 2015 BQ427
- 2015 BT427
- 2015 BU427
- 2015 BW427
- 2015 BY427
- 2015 BD428
- 2015 BH428
- 2015 BJ428
- 2015 BL428
- 2015 BR428
- 2015 BT428
- 2015 BV428
- 2015 BX428
- 2015 BH429
- 2015 BL429
- 2015 BN429
- 2015 BR429
- 2015 BS429
- 2015 BT429
- 2015 BU429
- 2015 BV429
- 2015 BY429
- 2015 BK430
- 2015 BL430
- 2015 BP430
- 2015 BR430
- 2015 BU430
- 2015 BZ430
- 2015 BA431
- 2015 BE431
- 2015 BF431
- 2015 BL431
- 2015 BM431
- 2015 BQ431
- 2015 BS431
- 2015 BV431
- 2015 BX431
- 2015 BY431
- 2015 BA432
- 2015 BD432
- 2015 BE432
- 2015 BR432
- 2015 BS432
- 2015 BU432
- 2015 BY432
- 2015 BB433
- 2015 BM433
- 2015 BR433
- 2015 BS433
- 2015 BT433
- 2015 BU433
- 2015 BV433
- 2015 BW433
- 2015 BG434
- 2015 BM434
- 2015 BN434
- 2015 BP434
- 2015 BW434
- 2015 BX434
- 2015 BA435
- 2015 BH435
- 2015 BL435
- 2015 BM435
- 2015 BN435
- 2015 BP435
- 2015 BR435
- 2015 BS435
- 2015 BU435
- 2015 BV435
- 2015 BW435
- 2015 BF436
- 2015 BG436
- 2015 BL436
- 2015 BQ436
- 2015 BS436
- 2015 BT436
- 2015 BY436
- 2015 BF437
- 2015 BG437
- 2015 BJ437
- 2015 BV437
- 2015 BW437
- 2015 BX437
- 2015 BZ437
- 2015 BC438
- 2015 BJ438
- 2015 BL438
- 2015 BN438
- 2015 BQ438
- 2015 BR438
- 2015 BS438
- 2015 BT438
- 2015 BU438
- 2015 BA439
- 2015 BB439
- 2015 BE439
- 2015 BF439
- 2015 BM439
- 2015 BN439
- 2015 BS439
- 2015 BV439
- 2015 BA440
- 2015 BC440
- 2015 BG440
- 2015 BL440
- 2015 BO440
- 2015 BR440
- 2015 BS440
- 2015 BT440
- 2015 BW440
- 2015 BE441
- 2015 BF441
- 2015 BG441
- 2015 BH441
- 2015 BJ441
- 2015 BK441
- 2015 BM441
- 2015 BP441
- 2015 BQ441
- 2015 BS441
- 2015 BA442
- 2015 BC442
- 2015 BD442
- 2015 BN442
- 2015 BP442
- 2015 BR442
- 2015 BX442
- 2015 BZ442
- 2015 BF443
- 2015 BG443
- 2015 BO443
- 2015 BP443
- 2015 BR443
- 2015 BU443
- 2015 BW443
- 2015 BA444
- 2015 BH444
- 2015 BM444
- 2015 BR444
- 2015 BS444
- 2015 BT444
- 2015 BU444
- 2015 BX444
- 2015 BB445
- 2015 BH445
- 2015 BJ445
- 2015 BK445
- 2015 BL445
- 2015 BN445
- 2015 BP445
- 2015 BS445
- 2015 BB446
- 2015 BH446
- 2015 BU446
- 2015 BZ446
- 2015 BD447
- 2015 BE447
- 2015 BK447
- 2015 BL447
- 2015 BM447
- 2015 BO447
- 2015 BP447
- 2015 BS447
- 2015 BW447
- 2015 BG448
- 2015 BW448
- 2015 BE449
- 2015 BF449
- 2015 BT449
- 2015 BU449
- 2015 BX449
- 2015 BZ449
- 2015 BF450
- 2015 BJ450
- 2015 BN450
- 2015 BO450
- 2015 BS450
- 2015 BU450
- 2015 BV450
- 2015 BB451
- 2015 BC451
- 2015 BM451
- 2015 BO451
- 2015 BP451
- 2015 BY451
- 2015 BB452
- 2015 BF452
- 2015 BJ452
- 2015 BL452
- 2015 BM452
- 2015 BN452
- 2015 BO452
- 2015 BP452
- 2015 BS452
- 2015 BU452
- 2015 BY452
- 2015 BZ452
- 2015 BA453
- 2015 BF453
- 2015 BO453
- 2015 BR453
- 2015 BT453
- 2015 BA454
- 2015 BD454
- 2015 BH454
- 2015 BJ454
- 2015 BP454
- 2015 BR454
- 2015 BS454
- 2015 BU454
- 2015 BW454
- 2015 BX454
- 2015 BY454
- 2015 BB455
- 2015 BF455
- 2015 BG455
- 2015 BH455
- 2015 BJ455
- 2015 BO455
- 2015 BP455
- 2015 BQ455
- 2015 BS455
- 2015 BV455
- 2015 BW455
- 2015 BY455
- 2015 BC456
- 2015 BE456
- 2015 BH456
- 2015 BK456
- 2015 BN456
- 2015 BO456
- 2015 BP456
- 2015 BQ456
- 2015 BR456
- 2015 BT456
- 2015 BD457
- 2015 BE457
- 2015 BH457
- 2015 BL457
- 2015 BM457
- 2015 BO457
- 2015 BR457
- 2015 BS457
- 2015 BV457
- 2015 BY457
- 2015 BZ457
- 2015 BA458
- 2015 BJ458
- 2015 BM458
- 2015 BP458
- 2015 BQ458
- 2015 BS458
- 2015 BW458
- 2015 BY458
- 2015 BA459
- 2015 BC459
- 2015 BU459
- 2015 BX459
- 2015 BY459
- 2015 BB460
- 2015 BD460
- 2015 BE460
- 2015 BF460
- 2015 BH460
- 2015 BO460
- 2015 BP460
- 2015 BR460
- 2015 BS460
- 2015 BV460
- 2015 BW460
- 2015 BX460
- 2015 BZ460
- 2015 BG461
- 2015 BM461
- 2015 BN461
- 2015 BX461
- 2015 BZ461
- 2015 BC462
- 2015 BE462
- 2015 BF462
- 2015 BG462
- 2015 BH462
- 2015 BJ462
- 2015 BM462
- 2015 BO462
- 2015 BP462
- 2015 BQ462
- 2015 BA463
- 2015 BB463
- 2015 BC463
- 2015 BF463
- 2015 BG463
- 2015 BQ463
- 2015 BW463
- 2015 BX463
- 2015 BZ463
- 2015 BB464
- 2015 BD464
- 2015 BF464
- 2015 BJ464
- 2015 BM464
- 2015 BP464
- 2015 BR464
- 2015 BU464
- 2015 BX464
- 2015 BC465
- 2015 BD465
- 2015 BQ465
- 2015 BT465
- 2015 BU465
- 2015 BV465
- 2015 BW465
- 2015 BZ465
- 2015 BB466
- 2015 BM466
- 2015 BO466
- 2015 BP466
- 2015 BR466
- 2015 BU466
- 2015 BV466
- 2015 BW466
- 2015 BX466
- 2015 BY466
- 2015 BZ466
- 2015 BA467
- 2015 BE467
- 2015 BJ467
- 2015 BP467
- 2015 BR467
- 2015 BT467
- 2015 BU467
- 2015 BV467
- 2015 BB468
- 2015 BG469
- 2015 BH469
- 2015 BJ469
- 2015 BK469
- 2015 BQ469
- 2015 BR469
- 2015 BS469
- 2015 BT469
- 2015 BW469
- 2015 BZ469
- 2015 BA470
- 2015 BB470
- 2015 BD470
- 2015 BE470
- 2015 BL470
- 2015 BM470
- 2015 BP470
- 2015 BR470
- 2015 BS470
- 2015 BU470
- 2015 BW470
- 2015 BA471
- 2015 BC471
- 2015 BD471
- 2015 BH471
- 2015 BJ471
- 2015 BK471
- 2015 BL471
- 2015 BR471
- 2015 BV471
- 2015 BY471
- 2015 BC472
- 2015 BD472
- 2015 BJ472
- 2015 BL472
- 2015 BM472
- 2015 BR472
- 2015 BT472
- 2015 BX472
- 2015 BZ472
- 2015 BD473
- 2015 BF473
- 2015 BH473
- 2015 BM473
- 2015 BO473
- 2015 BP473
- 2015 BR473
- 2015 BT473
- 2015 BV473
- 2015 BW473
- 2015 BY473
- 2015 BD474
- 2015 BJ474
- 2015 BQ474
- 2015 BR474
- 2015 BG475
- 2015 BH475
- 2015 BK475
- 2015 BP475
- 2015 BR475
- 2015 BY475
- 2015 BA476
- 2015 BE476
- 2015 BH476
- 2015 BK476
- 2015 BL476
- 2015 BM476
- 2015 BN476
- 2015 BO476
- 2015 BQ476
- 2015 BS476
- 2015 BU476
- 2015 BV476
- 2015 BY476
- 2015 BZ476
- 2015 BA477
- 2015 BB477
- 2015 BD477
- 2015 BE477
- 2015 BR477
- 2015 BS477
- 2015 BT477
- 2015 BU477
- 2015 BV477
- 2015 BA478
- 2015 BC478
- 2015 BD478
- 2015 BF478
- 2015 BG478
- 2015 BK478
- 2015 BL478
- 2015 BO478
- 2015 BP478
- 2015 BQ478
- 2015 BW478
- 2015 BA479
- 2015 BB479
- 2015 BC479
- 2015 BF479
- 2015 BM479
- 2015 BN479
- 2015 BP479
- 2015 BS479
- 2015 BT479
- 2015 BV479
- 2015 BZ479
- 2015 BA480
- 2015 BB480
- 2015 BC480
- 2015 BM480
- 2015 BN480
- 2015 BS480
- 2015 BW480
- 2015 BC481
- 2015 BF481
- 2015 BG481
- 2015 BH481
- 2015 BL481
- 2015 BM481
- 2015 BR481
- 2015 BU481
- 2015 BB482
- 2015 BF482
- 2015 BJ482
- 2015 BQ482
- 2015 BS482
- 2015 BU482
- 2015 BV482
- 2015 BZ482
- 2015 BA483
- 2015 BF483
- 2015 BJ483
- 2015 BM483
- 2015 BU483
- 2015 BV483
- 2015 BZ483
- 2015 BC484
- 2015 BD484
- 2015 BJ484
- 2015 BN484
- 2015 BR484
- 2015 BS484
- 2015 BT484
- 2015 BV484
- 2015 BX484
- 2015 BB485
- 2015 BC485
- 2015 BD485
- 2015 BK485
- 2015 BN485
- 2015 BP485
- 2015 BV485
- 2015 BW485
- 2015 BZ485
- 2015 BD486
- 2015 BF486
- 2015 BG486
- 2015 BP486
- 2015 BQ486
- 2015 BR486
- 2015 BU486
- 2015 BV486
- 2015 BX486
- 2015 BA487
- 2015 BD487
- 2015 BF487
- 2015 BH487
- 2015 BM487
- 2015 BR487
- 2015 BS487
- 2015 BT487
- 2015 BX487
- 2015 BA488
- 2015 BE488
- 2015 BN488
- 2015 BV488
- 2015 BY488
- 2015 BZ488
- 2015 BD489
- 2015 BE489
- 2015 BW489
- 2015 BB490
- 2015 BC490
- 2015 BL490
- 2015 BP490
- 2015 BQ490
- 2015 BT490
- 2015 BW490
- 2015 BC491
- 2015 BD491
- 2015 BH491
- 2015 BJ491
- 2015 BQ491
- 2015 BR491
- 2015 BB492
- 2015 BD492
- 2015 BH492
- 2015 BJ492
- 2015 BP492
- 2015 BZ492
- 2015 BJ493
- 2015 BL493
- 2015 BM493
- 2015 BP493
- 2015 BA494
- 2015 BB494
- 2015 BD494
- 2015 BK494
- 2015 BM494
- 2015 BN494
- 2015 BP494
- 2015 BR494
- 2015 BS494
- 2015 BV494
- 2015 BX494
- 2015 BZ494
- 2015 BG495
- 2015 BH495
- 2015 BL495
- 2015 BM495
- 2015 BO495
- 2015 BQ495
- 2015 BS495
- 2015 BT495
- 2015 BV495
- 2015 BY495
- 2015 BZ495
- 2015 BA496
- 2015 BF496
- 2015 BH496
- 2015 BO496
- 2015 BP496
- 2015 BS496
- 2015 BT496
- 2015 BU496
- 2015 BZ496
- 2015 BA497
- 2015 BC497
- 2015 BF497
- 2015 BH497
- 2015 BJ497
- 2015 BM497
- 2015 BN497
- 2015 BQ497
- 2015 BR497
- 2015 BW497
- 2015 BY497
- 2015 BD498
- 2015 BF498
- 2015 BH498
- 2015 BL498
- 2015 BN498
- 2015 BO498
- 2015 BP498
- 2015 BT498
- 2015 BW498
- 2015 BY498
- 2015 BZ498
- 2015 BB499
- 2015 BF499
- 2015 BH499
- 2015 BJ499
- 2015 BL499
- 2015 BM499
- 2015 BP499
- 2015 BU499
- 2015 BW499
- 2015 BY499
- 2015 BZ499
- 2015 BC500
- 2015 BD500
- 2015 BE500
- 2015 BF500
- 2015 BL500
- 2015 BM500
- 2015 BQ500
- 2015 BU500
- 2015 BW500
- 2015 BB501
- 2015 BC501
- 2015 BG501
- 2015 BL501
- 2015 BP501
- 2015 BQ501
- 2015 BS501
- 2015 BT501
- 2015 BW501
- 2015 BE502
- 2015 BF502
- 2015 BG502
- 2015 BJ502
- 2015 BK502
- 2015 BL502
- 2015 BM502
- 2015 BO502
- 2015 BQ502
- 2015 BV502
- 2015 BW502
- 2015 BZ502
- 2015 BA503
- 2015 BC503
- 2015 BK503
- 2015 BL503
- 2015 BM503
- 2015 BT503
- 2015 BW503
- 2015 BX503
- 2015 BZ503
- 2015 BA504
- 2015 BE504
- 2015 BF504
- 2015 BL504
- 2015 BO504
- 2015 BR504
- 2015 BS504
- 2015 BV504
- 2015 BX504
- 2015 BY504
- 2015 BZ504
- 2015 BD505
- 2015 BE505
- 2015 BJ505
- 2015 BM505
- 2015 BO505
- 2015 BR505
- 2015 BU505
- 2015 BW505
- 2015 BX505
- 2015 BZ505
- 2015 BB506
- 2015 BE506
- 2015 BF506
- 2015 BG506
- 2015 BK506
- 2015 BP506
- 2015 BR506
- 2015 BS506
- 2015 BV506
- 2015 BY506
- 2015 BZ506
- 2015 BA507
- 2015 BD507
- 2015 BE507
- 2015 BG507
- 2015 BO507
- 2015 BR507
- 2015 BW507
- 2015 BY507
- 2015 BA508
- 2015 BB508
- 2015 BC508
- 2015 BD508
- 2015 BE508
- 2015 BF508
- 2015 BG508
- 2015 BH508
- 2015 BL508
- 2015 BQ508
- 2015 BS508
- 2015 BV508
- 2015 BC509
- 2015 BD509
- 2015 BF509
- 2015 BG509
- 2015 BH509
- 2015 BJ509
- 2015 BK509
- 2015 BL509
- 2015 BM509
- 2015 BO509
- 2015 BP509
- 2015 BQ509
- 2015 BR509
- 2015 BS509
- 2015 BU509
- 2015 BW509
- 2015 BX509
- 2015 BY509
- 2015 BA510
- 2015 BB510
- 2015 BD510
- 2015 BE510
- 2015 BF510
- 2015 BG510
- 2015 BH510
- 2015 BJ510
- 2015 BK510
- 2015 BL510
- 2015 BM510
- 2015 BO510
- 2015 BP510
- 2015 BQ510
- 2015 BR510
- 2015 BS510
- 2015 BU510
- 2015 BV510
- 2015 BW510
- 2015 BZ510
- 2015 BA511
- 2015 BB511
- 2015 BC511
- 2015 BD511
- 2015 BE511
- 2015 BF511
- 2015 BG511
- 2015 BS511
- 2015 BQ512
- 2015 BS512
- 2015 BU512
- 2015 BV512
- 2015 BW512
- 2015 BY512
- 2015 BZ512
- 2015 BA513
- 2015 BB513
- 2015 BE513
- 2015 BL513
- 2015 BP513
- 2015 BQ513
- 2015 BS513
- 2015 BT513
- 2015 BU513
- 2015 BV513
- 2015 BW513
- 2015 BX513
- 2015 BY513
- 2015 BZ513
- 2015 BA514
- 2015 BB514
- 2015 BC514
- 2015 BE514
- 2015 BF514
- 2015 BH514
- 2015 BJ514
- 2015 BK514
- 2015 BL514
- 2015 BM514
- 2015 BR514
- 2015 BS514
- 2015 BT514
- 2015 BU514
- 2015 BV514
- 2015 BW514
- 2015 BX514
- 2015 BY514
- 2015 BZ514
- 2015 BA515
- 2015 BC515
- 2015 BD515
- 2015 BK515
- 2015 BL515
- 2015 BM515
- 2015 BN515
- 2015 BO515
- 2015 BP515
- 2015 BQ515
- 2015 BR515
- 2015 BT515
- 2015 BU515
- 2015 BV515
- 2015 BX515
- 2015 BY515
- 2015 BB516
- 2015 BF516
- 2015 BH516
- 2015 BJ516
- 2015 BL516
- 2015 BN516
- 2015 BP516
- 2015 BR516
- 2015 BS516
- 2015 BT516
- 2015 BU516
- 2015 BW516
- 2015 BX516
- 2015 BY516
- 2015 BG517
- 2015 BH517
- 2015 BJ517
- 2015 BK517
- 2015 BL517
- 2015 BM517
- 2015 BN517
- 2015 BO517
- 2015 BP517
- 2015 BQ517
- 2015 BS517
- 2015 BT517
- 2015 BU517
- 2015 BV517
- 2015 BX517
- 2015 BZ517
- 2015 BB518
- 2015 BC518
- 2015 BH518
- 2015 BK518
- 2015 BL518
- 2015 BQ518
- 2015 BS518
- 2015 BY518
- 2015 BC519
- 2015 BO519
- 2015 BS519
- 2015 BT519
- 2015 BU519
- 2015 BY519
- 2015 BE520
- 2015 BF520
- 2015 BG520
- 2015 BH520
- 2015 BJ520
- 2015 BL520
- 2015 BM520
- 2015 BN520
- 2015 BX520
- 2015 BY520
- 2015 BZ520
- 2015 BA521
- 2015 BB521
- 2015 BF521
- 2015 BG521
- 2015 BH521
- 2015 BR521
- 2015 BS521
- 2015 BT521
- 2015 BX521
- 2015 BZ521
- 2015 BA522
- 2015 BB522
- 2015 BC522
- 2015 BD522
- 2015 BE522
- 2015 BF522
- 2015 BG522
- 2015 BH522
- 2015 BJ522
- 2015 BK522
- 2015 BL522
- 2015 BM522
- 2015 BN522
- 2015 BO522
- 2015 BP522
- 2015 BQ522
- 2015 BS522
- 2015 BT522
- 2015 BU522
- 2015 BV522
- 2015 BW522
- 2015 BX522
- 2015 BY522
- 2015 BZ522
- 2015 BA523
- 2015 BB523
- 2015 BC523
- 2015 BD523
- 2015 BE523
- 2015 BF523
- 2015 BG523
- 2015 BH523
- 2015 BJ523
- 2015 BK523
- 2015 BL523
- 2015 BM523
- 2015 BN523
- 2015 BO523
- 2015 BP523
- 2015 BQ523
- 2015 BR523
- 2015 BS523
- 2015 BT523
- 2015 BV523
- 2015 BW523
- 2015 BX523
- 2015 BY523
- 2015 BZ523
- 2015 BA524
- 2015 BB524
- 2015 BC524
- 2015 BD524
- 2015 BE524
- 2015 BF524
- 2015 BG524
- 2015 BH524
- 2015 BJ524
- 2015 BK524
- 2015 BL524
- 2015 BM524
- 2015 BN524
- 2015 BO524
- 2015 BP524
- 2015 BR524
- 2015 BS524
- 2015 BT524
- 2015 BU524
- 2015 BW524
- 2015 BX524
- 2015 BY524
- 2015 BZ524
- 2015 BA525
- 2015 BB525
- 2015 BC525
- 2015 BD525
- 2015 BF525
- 2015 BJ525
- 2015 BK525
- 2015 BL525
- 2015 BM525
- 2015 BQ525
- 2015 BR525
- 2015 BS525
- 2015 BT525
- 2015 BU525
- 2015 BV525
- 2015 BW525
- 2015 BX525
- 2015 BY525
- 2015 BZ525
- 2015 BB526
- 2015 BC526
- 2015 BD526
- 2015 BE526
- 2015 BF526
- 2015 BG526
- 2015 BH526
- 2015 BJ526
- 2015 BL526
- 2015 BN526
- 2015 BO526
- 2015 BR526
- 2015 BU526
- 2015 BW526
- 2015 BY526
- 2015 BZ526
- 2015 BA527
- 2015 BB527
- 2015 BD527
- 2015 BE527
- 2015 BF527
- 2015 BJ527
- 2015 BL527
- 2015 BM527
- 2015 BN527
- 2015 BO527
- 2015 BP527
- 2015 BQ527
- 2015 BR527
- 2015 BV527
- 2015 BW527
- 2015 BX527
- 2015 BY527
- 2015 BZ527
- 2015 BA528
- 2015 BB528
- 2015 BC528
- 2015 BD528
- 2015 BF528
- 2015 BG528
- 2015 BH528
- 2015 BJ528
- 2015 BL528
- 2015 BM528
- 2015 BN528
- 2015 BP528
- 2015 BQ528
- 2015 BR528
- 2015 BS528
- 2015 BT528
- 2015 BU528
- 2015 BW528
- 2015 BY528
- 2015 BB529
- 2015 BC529
- 2015 BD529
- 2015 BE529
- 2015 BF529
- 2015 BG529
- 2015 BJ529
- 2015 BL529
- 2015 BM529
- 2015 BN529
- 2015 BQ529
- 2015 BR529
- 2015 BV529
- 2015 BW529
- 2015 BB530
- 2015 BD530
- 2015 BE530
- 2015 BG530
- 2015 BH530
- 2015 BJ530
- 2015 BK530
- 2015 BL530
- 2015 BM530
- 2015 BN530
- 2015 BO530
- 2015 BP530
- 2015 BQ530
- 2015 BR530
- 2015 BT530
- 2015 BX530
- 2015 BY530
- 2015 BZ530
- 2015 BA531
- 2015 BB531
- 2015 BF531
- 2015 BJ531
- 2015 BK531
- 2015 BL531
- 2015 BM531
- 2015 BP531
- 2015 BQ531
- 2015 BR531
- 2015 BS531
- 2015 BT531
- 2015 BU531
- 2015 BW531
- 2015 BE532
- 2015 BK532
- 2015 BN532
- 2015 BT532
- 2015 BX532
- 2015 BY532
- 2015 BA533
- 2015 BB533
- 2015 BC533
- 2015 BJ533
- 2015 BM533
- 2015 BN533
- 2015 BO533
- 2015 BP533
- 2015 BS533
- 2015 BT533
- 2015 BV533
- 2015 BQ534
- 2015 BU534
- 2015 BC536
- 2015 BW537
- 2015 BT538
- 2015 BN539
- 2015 BX539
- 2015 BZ540
- 2015 BF541
- 2015 BR541
- 2015 BZ541
- 2015 BS542
- 2015 BG543
- 2015 BH543
- 2015 BL543
- 2015 BQ543
- 2015 BL544
- 2015 BC545
- 2015 BF545
- 2015 BN545
- 2015 BQ546
- 2015 BS546
- 2015 BT546
- 2015 BY546
- 2015 BA547
- 2015 BS547
- 2015 BY547
- 2015 BA548
- 2015 BD548
- 2015 BF548
- 2015 BG548
- 2015 BH548
- 2015 BK548
- 2015 BO548
- 2015 BR548
- 2015 BV548
- 2015 BY548
- 2015 BB549
- 2015 BE549
- 2015 BH549
- 2015 BL549
- 2015 BM549
- 2015 BQ549
- 2015 BT549
- 2015 BZ549
- 2015 BG550
- 2015 BO550
- 2015 BV550
- 2015 BH551
- 2015 BD552
- 2015 BJ552
- 2015 BL552
- 2015 BN552
- 2015 BP552
- 2015 BR552
- 2015 BX552
- 2015 BY552
- 2015 BA553
- 2015 BB553
- 2015 BD553
- 2015 BE553
- 2015 BN553
- 2015 BS553
- 2015 BU553
- 2015 BY553
- 2015 BA554
- 2015 BB554
- 2015 BD554
- 2015 BE554
- 2015 BF554
- 2015 BG554
- 2015 BJ554
- 2015 BL554
- 2015 BM554
- 2015 BN554
- 2015 BO554
- 2015 BP554
- 2015 BQ554
- 2015 BR554
- 2015 BS554
- 2015 BV554
- 2015 BW554
- 2015 BY554
- 2015 BZ554
- 2015 BB555
- 2015 BC555
- 2015 BD555
- 2015 BG555
- 2015 BH555
- 2015 BJ555
- 2015 BN555
- 2015 BO555
- 2015 BQ555
- 2015 BU555
- 2015 BM556
- 2015 BP556
- 2015 BS556
- 2015 BW556
- 2015 BY556
- 2015 BZ556
- 2015 BA557
- 2015 BB557
- 2015 BD557
- 2015 BF557
- 2015 BH557
- 2015 BJ557
- 2015 BK557
- 2015 BM557
- 2015 BQ557
- 2015 BS557
- 2015 BT557
- 2015 BW557
- 2015 BX557
- 2015 BE558
- 2015 BF558
- 2015 BG558
- 2015 BK558
- 2015 BN558
- 2015 BP558
- 2015 BS558
- 2015 BU558
- 2015 BA559
- 2015 BB559
- 2015 BE559
- 2015 BJ559
- 2015 BK559
- 2015 BN559
- 2015 BO559
- 2015 BP559
- 2015 BR559
- 2015 BU559
- 2015 BW559
- 2015 BX559
- 2015 BJ560
- 2015 BK560
- 2015 BP560
- 2015 BQ560
- 2015 BS560
- 2015 BT560
- 2015 BU560
- 2015 BV560
- 2015 BW560
- 2015 BB561
- 2015 BD561
- 2015 BE561
- 2015 BH561
- 2015 BK561
- 2015 BP561
- 2015 BQ561
- 2015 BR561
- 2015 BB562
- 2015 BD562
- 2015 BF562
- 2015 BH562
- 2015 BK562
- 2015 BL562
- 2015 BP562
- 2015 BQ562
- 2015 BX562
- 2015 BY562
- 2015 BZ562
- 2015 BA563
- 2015 BB563
- 2015 BC563
- 2015 BD563
- 2015 BF563
- 2015 BG563
- 2015 BH563
- 2015 BK563
- 2015 BM563
- 2015 BQ563
- 2015 BS563
- 2015 BT563
- 2015 BU563
- 2015 BW563
- 2015 BD564
- 2015 BK564
- 2015 BT564
- 2015 BU564
- 2015 BW564
- 2015 BX564
- 2015 BY564
- 2015 BZ564
- 2015 BC565
- 2015 BN565
- 2015 BQ565
- 2015 BU565
- 2015 BC566
- 2015 BG566
- 2015 BJ566
- 2015 BM566
- 2015 BN566
- 2015 BY566
- 2015 BG567
- 2015 BH567
- 2015 BK567
- 2015 BQ567
- 2015 BR567
- 2015 BV567
- 2015 BA568
- 2015 BD568
- 2015 BE568
- 2015 BG568
- 2015 BJ568
- 2015 BP568
- 2015 BR568
- 2015 BW568
- 2015 BX568
- 2015 BY568
- 2015 BZ568
- 2015 BA569
- 2015 BB569
- 2015 BC569
- 2015 BE569
- 2015 BG569
- 2015 BH569
- 2015 BJ569
- 2015 BK569
- 2015 BL569
- 2015 BM569
- 2015 BN569
- 2015 BO569
- 2015 BQ569
- 2015 BR569
- 2015 BS569
- 2015 BU569
- 2015 BW569
- 2015 BX569
- 2015 BY569
- 2015 BB570
- 2015 BC570
- 2015 BE570
- 2015 BF570
- 2015 BG570
- 2015 BL570
- 2015 BM570
- 2015 BN570
- 2015 BO570
- 2015 BP570
- 2015 BR570
- 2015 BU570
- 2015 BX570
- 2015 BZ570
- 2015 BC571
- 2015 BF571
- 2015 BG571
- 2015 BH571
- 2015 BJ571
- 2015 BL571
- 2015 BN571
- 2015 BO571
- 2015 BP571
- 2015 BQ571
- 2015 BS571
- 2015 BU571
- 2015 BW571
- 2015 BX571
- 2015 BA572
- 2015 BC572
- 2015 BD572
- 2015 BE572
- 2015 BG572
- 2015 BH572
- 2015 BK572
- 2015 BL572
- 2015 BM572
- 2015 BN572
- 2015 BO572
- 2015 BQ572
- 2015 BR572
- 2015 BU572
- 2015 BX572
- 2015 BY572
- 2015 BZ572
- 2015 BA573
- 2015 BB573
- 2015 BC573
- 2015 BD573
- 2015 BH573
- 2015 BJ573
- 2015 BK573
- 2015 BL573
- 2015 BM573
- 2015 BO573
- 2015 BP573
- 2015 BQ573
- 2015 BR573
- 2015 BT573
- 2015 BU573
- 2015 BV573
- 2015 BW573
- 2015 BY573
- 2015 BZ573
- 2015 BA574
- 2015 BB574
- 2015 BD574
- 2015 BE574
- 2015 BJ574
- 2015 BL574
- 2015 BM574
- 2015 BO574
- 2015 BP574
- 2015 BQ574
- 2015 BR574
- 2015 BS574
- 2015 BT574
- 2015 BU574
- 2015 BX574
- 2015 BY574
- 2015 BZ574
- 2015 BA575
- 2015 BB575
- 2015 BC575
- 2015 BE575
- 2015 BF575
- 2015 BH575
- 2015 BK575
- 2015 BL575
- 2015 BM575
- 2015 BP575
- 2015 BQ575
- 2015 BS575
- 2015 BT575
- 2015 BU575
- 2015 BV575
- 2015 BW575
- 2015 BX575
- 2015 BY575
- 2015 BZ575
- 2015 BA576
- 2015 BB576
- 2015 BC576
- 2015 BD576
- 2015 BE576
- 2015 BH576
- 2015 BL576
- 2015 BM576
- 2015 BN576
- 2015 BP576
- 2015 BS576
- 2015 BT576
- 2015 BU576
- 2015 BW576
- 2015 BX576
- 2015 BZ576
- 2015 BA577
- 2015 BB577
- 2015 BD577
- 2015 BE577
- 2015 BG577
- 2015 BH577
- 2015 BJ577
- 2015 BK577
- 2015 BN577
- 2015 BO577
- 2015 BQ577
- 2015 BS577
- 2015 BT577
- 2015 BU577
- 2015 BY577
- 2015 BZ577
- 2015 BA578
- 2015 BB578
- 2015 BD578
- 2015 BE578
- 2015 BF578
- 2015 BG578
- 2015 BJ578
- 2015 BK578
- 2015 BM578
- 2015 BO578
- 2015 BP578
- 2015 BQ578
- 2015 BR578
- 2015 BS578
- 2015 BU578
- 2015 BV578
- 2015 BX578
- 2015 BZ578
- 2015 BB579
- 2015 BD579
- 2015 BF579
- 2015 BH579
- 2015 BJ579
- 2015 BK579
- 2015 BL579
- 2015 BM579
- 2015 BN579
- 2015 BO579
- 2015 BP579
- 2015 BQ579
- 2015 BS579
- 2015 BT579
- 2015 BV579
- 2015 BW579
- 2015 BX579
- 2015 BY579
- 2015 BZ579
- 2015 BA580
- 2015 BB580
- 2015 BC580
- 2015 BD580
- 2015 BE580
- 2015 BF580
- 2015 BG580
- 2015 BJ580
- 2015 BK580
- 2015 BL580
- 2015 BN580
- 2015 BO580
- 2015 BP580
- 2015 BQ580
- 2015 BR580
- 2015 BS580
- 2015 BT580
- 2015 BV580
- 2015 BW580
- 2015 BX580
- 2015 BY580
- 2015 BZ580
- 2015 BB581
- 2015 BC581
- 2015 BE581
- 2015 BF581
- 2015 BG581
- 2015 BH581
- 2015 BJ581
- 2015 BM581
- 2015 BN581
- 2015 BO581
- 2015 BP581
- 2015 BQ581
- 2015 BR581
- 2015 BS581
- 2015 BT581
- 2015 BU581
- 2015 BV581
- 2015 BW581
- 2015 BX581
- 2015 BY581
- 2015 BZ581
- 2015 BA582
- 2015 BB582
- 2015 BC582
- 2015 BD582
- 2015 BE582
- 2015 BF582
- 2015 BH582
- 2015 BJ582
- 2015 BK582
- 2015 BL582
- 2015 BM582
- 2015 BN582
- 2015 BO582
- 2015 BP582
- 2015 BQ582
- 2015 BR582
- 2015 BS582
- 2015 BT582
- 2015 BU582
- 2015 BV582
- 2015 BW582
- 2015 BX582
- 2015 BY582
- 2015 BZ582
- 2015 BA583
- 2015 BB583
- 2015 BD583
- 2015 BE583
- 2015 BF583
- 2015 BG583
- 2015 BH583
- 2015 BK583
- 2015 BL583
- 2015 BM583
- 2015 BN583
- 2015 BP583
- 2015 BR583
- 2015 BS583
- 2015 BT583
- 2015 BU583
- 2015 BV583
- 2015 BW583
- 2015 BX583
- 2015 BZ583
- 2015 BA584
- 2015 BB584
- 2015 BC584
- 2015 BD584
- 2015 BE584
- 2015 BG584
- 2015 BH584
- 2015 BJ584
- 2015 BK584
- 2015 BL584
- 2015 BM584
- 2015 BN584
- 2015 BO584
- 2015 BP584
- 2015 BQ584
- 2015 BS584
- 2015 BT584
- 2015 BU584
- 2015 BV584
- 2015 BW584
- 2015 BX584
- 2015 BY584
- 2015 BA585
- 2015 BD585
- 2015 BE585
- 2015 BF585
- 2015 BG585
- 2015 BH585
- 2015 BJ585
- 2015 BK585
- 2015 BL585
- 2015 BM585
- 2015 BN585
- 2015 BO585
- 2015 BP585
- 2015 BQ585
- 2015 BR585
- 2015 BS585
- 2015 BT585
- 2015 BV585
- 2015 BW585
- 2015 BY585
- 2015 BA586
- 2015 BB586
- 2015 BC586
- 2015 BD586
- 2015 BE586
- 2015 BF586
- 2015 BG586
- 2015 BH586
- 2015 BJ586
- 2015 BK586
- 2015 BM586
- 2015 BN586
- 2015 BO586
- 2015 BP586
- 2015 BQ586
- 2015 BR586
- 2015 BS586
- 2015 BU586
- 2015 BV586
- 2015 BL587
- 2015 BN587
- 2015 BQ587
- 2015 BR587
- 2015 BT587
- 2015 BV587
- 2015 BX587
- 2015 BY587
- 2015 BZ587
- 2015 BA588
- 2015 BC588
- 2015 BE588
- 2015 BF588
- 2015 BG588
- 2015 BH588
- 2015 BJ588
- 2015 BK588
- 2015 BL588
- 2015 BM588
- 2015 BN588
- 2015 BO588
- 2015 BP588
- 2015 BQ588
- 2015 BR588
- 2015 BS588
- 2015 BT588
- 2015 BU588
- 2015 BV588
- 2015 BW588
- 2015 BX588
- 2015 BY588
- 2015 BZ588
- 2015 BA589
- 2015 BB589
- 2015 BC589
- 2015 BD589
- 2015 BE589
- 2015 BG589
- 2015 BH589
- 2015 BJ589
- 2015 BK589
- 2015 BL589
- 2015 BM589
- 2015 BN589
- 2015 BO589
- 2015 BQ589
- 2015 BR589
- 2015 BS589
- 2015 BT589
- 2015 BU589
- 2015 BW589
- 2015 BX589
- 2015 BY589
- 2015 BL590
- 2015 BX590
- 2015 BH591
- 2015 BL591
- 2015 BM591
- 2015 BP591
- 2015 BS591
- 2015 BT591
- 2015 BV591
- 2015 BW591
- 2015 BY591
- 2015 BZ591
- 2015 BB592
- 2015 BC592
- 2015 BE592
- 2015 BF592
- 2015 BH592
- 2015 BJ592
- 2015 BK592
- 2015 BM592
- 2015 BN592
- 2015 BO592
- 2015 BQ592
- 2015 BR592
- 2015 BS592
- 2015 BT592
- 2015 BU592
- 2015 BV592
- 2015 BW592
- 2015 BX592
- 2015 BY592
- 2015 BA593
- 2015 BD593
- 2015 BE593
- 2015 BF593
- 2015 BG593
- 2015 BH593
- 2015 BJ593
- 2015 BG594
- 2015 BE595
- 2015 BH595
- 2015 BJ595
- 2015 BM595
- 2015 BV595
- 2015 BO596
- 2015 BQ596
- 2015 BS596
- 2015 BT596
- 2015 BU596
- 2015 BX596
- 2015 BC597
- 2015 BD597
- 2015 BF597
- 2015 BG597
- 2015 BH597
- 2015 BK597
- 2015 BL597
- 2015 BN597
- 2015 BO597
- 2015 BR597
- 2015 BW597
- 2015 BX597
- 2015 BY597
- 2015 BC598
- 2015 BF598
- 2015 BG598
- 2015 BH598
- 2015 BK598
- 2015 BL598
- 2015 BN598
- 2015 BQ598
- 2015 BR598
- 2015 BT598
- 2015 BU598
- 2015 BW598
- 2015 BC599
- 2015 BD599
- 2015 BE599
- 2015 BF599
- 2015 BG599
- 2015 BH599
- 2015 BJ599
- 2015 BK599
- 2015 BM599
- 2015 BP599
- 2015 BQ599
- 2015 BR599
- 2015 BT599
- 2015 BU599
- 2015 BV599
- 2015 BW599
- 2015 BX599
- 2015 BZ599
- 2015 BB600
- 2015 BC600
- 2015 BD600
- 2015 BE600
- 2015 BG600
- 2015 BH600
- 2015 BJ600
- 2015 BK600
- 2015 BM600
- 2015 BN600
- 2015 BO600
- 2015 BP600
- 2015 BQ600
- 2015 BS600
- 2015 BW600
- 2015 BX600
- 2015 BA601
- 2015 BB601
- 2015 BF601
- 2015 BJ601
- 2015 BK601
- 2015 BT601
- 2015 BY601
- 2015 BZ601
- 2015 BD602
- 2015 BE602
- 2015 BF602
- 2015 BG602
- 2015 BJ602
- 2015 BK602
- 2015 BN602
- 2015 BO602
- 2015 BP602
- 2015 BR602
- 2015 BU602
- 2015 BV602
- 2015 BW602
- 2015 BX602
- 2015 BY602
- 2015 BZ602
- 2015 BC603
- 2015 BF603
- 2015 BN603
- 2015 BP603
- 2015 BU603
- 2015 BV603
- 2015 BX603
- 2015 BY603
- 2015 BZ603
- 2015 BA604
- 2015 BB604
- 2015 BC604
- 2015 BD604
- 2015 BE604
- 2015 BF604
- 2015 BG604
- 2015 BH604
- 2015 BJ604
- 2015 BK604
- 2015 BL604
- 2015 BN604
- 2015 BO604
- 2015 BP604
- 2015 BQ604
- 2015 BU604
- 2015 BX604
- 2015 BB605
- 2015 BF605
- 2015 BG605
- 2015 BH605
- 2015 BJ605
- 2015 BK605
- 2015 BL605
- 2015 BM605
- 2015 BN605
- 2015 BO605
- 2015 BP605
- 2015 BQ605
- 2015 BR605
- 2015 BS605
- 2015 BT605
- 2015 BU605
- 2015 BV605
- 2015 BX605
- 2015 BY605
- 2015 BB606
- 2015 BC606
- 2015 BE606
- 2015 BG606
- 2015 BH606
- 2015 BK606
- 2015 BL606
- 2015 BO606
- 2015 BP606
- 2015 BH607
- 2015 BJ607
- 2015 BK607
- 2015 BN607
- 2015 BS607
- 2015 BW607
- 2015 BN608
- 2015 BQ608
- 2015 BR608
- 2015 BS608
- 2015 BT608
- 2015 BU608
- 2015 BV608
- 2015 BW608
- 2015 BY608
- 2015 BZ608
- 2015 BA609
- 2015 BB609
- 2015 BD609
- 2015 BF609
- 2015 BH609
- 2015 BJ609
- 2015 BK609
- 2015 BN609
- 2015 BO609
- 2015 BP609
- 2015 BQ609
- 2015 BR609
- 2015 BS609
- 2015 BT609
- 2015 BU609
- 2015 BV609
- 2015 BW609
- 2015 BX609
- 2015 BZ609
- 2015 BA610
- 2015 BC610
- 2015 BD610
- 2015 BE610
- 2015 BF610
- 2015 BG610
- 2015 BH610
- 2015 BJ610
- 2015 BK610
- 2015 BL610
- 2015 BM610
- 2015 BN610
- 2015 BP610
- 2015 BQ610
- 2015 BR610
- 2015 BT610
- 2015 BU610
- 2015 BV610
- 2015 BW610
- 2015 BX610
- 2015 BY610
- 2015 BZ610
- 2015 BC611
- 2015 BD611
- 2015 BE611
- 2015 BF611
- 2015 BG611
- 2015 BH611
- 2015 BJ611
- 2015 BK611
- 2015 BL611
- 2015 BM611
- 2015 BN611
- 2015 BO611
- 2015 BP611
- 2015 BQ611
- 2015 BR611
- 2015 BS611
- 2015 BT611
- 2015 BU611
- 2015 BV611
- 2015 BW611
- 2015 BX611
- 2015 BY611
- 2015 BZ611
- 2015 BA612
- 2015 BC612
- 2015 BD612
- 2015 BE612
- 2015 BF612
- 2015 BG612
- 2015 BH612
- 2015 BJ612
- 2015 BK612
- 2015 BL612
- 2015 BM612
- 2015 BN612
- 2015 BO612
- 2015 BQ612
- 2015 BR612
- 2015 BS612
- 2015 BU612
- 2015 BV612
- 2015 BW612
- 2015 BX612
- 2015 BZ612
- 2015 BG613
- 2015 BP613
- 2015 BQ613
- 2015 BX613
- 2015 BZ613
- 2015 BA614
- 2015 BB614
- 2015 BC614
- 2015 BD614
- 2015 BF614
- 2015 BH614
- 2015 BL614
- 2015 BN614
- 2015 BO614
- 2015 BP614
- 2015 BR614
- 2015 BS614
- 2015 BT614
- 2015 BU614
- 2015 BV614
- 2015 BW614
- 2015 BY614
- 2015 BZ614
- 2015 BB615
- 2015 BC615
- 2015 BD615
- 2015 BE615
- 2015 BF615
- 2015 BG615
- 2015 BH615
- 2015 BJ615
- 2015 BK615
- 2015 BL615
- 2015 BM615
- 2015 BN615
- 2015 BP615
- 2015 BQ615
- 2015 BS615
- 2015 BT615
- 2015 BB616
- 2015 BC616
- 2015 BE616
- 2015 BF616
- 2015 BG616
- 2015 BH616
- 2015 BJ616
- 2015 BK616
- 2015 BL616
- 2015 BM616
- 2015 BN616
- 2015 BO616
- 2015 BP616
- 2015 BQ616
- 2015 BS616
- 2015 BT616
- 2015 BU616
- 2015 BV616
- 2015 BW616
- 2015 BX616
- 2015 BY616
- 2015 BZ616
- 2015 BA617
- 2015 BB617
- 2015 BC617
- 2015 BD617
- 2015 BE617
- 2015 BF617
- 2015 BH617
- 2015 BJ617
- 2015 BL617
- 2015 BM617
- 2015 BO617
- 2015 BP617
- 2015 BQ617
- 2015 BR617
- 2015 BT617
- 2015 BV617
- 2015 BY617
- 2015 BC618
- 2015 BD618
- 2015 BE618
- 2015 BF618
- 2015 BH618
- 2015 BJ618
- 2015 BK618
- 2015 BL618
- 2015 BM618
- 2015 BP618
- 2015 BR618
- 2015 BT618
- 2015 BW618
- 2015 BX618
- 2015 BY618
- 2015 BC619
- 2015 BL619
- 2015 BM619
- 2015 BN619
- 2015 BO619
- 2015 BQ619
- 2015 BZ619
- 2015 BA620